# Невский (телесериал)
«Не́вский» — российский детективный, драматический телевизионный сериал. Производство кинокомпании «Триикс Медиа» по заказу НТВ.

## Съёмки и показ
Съёмки 30-серийного первого сезона сериала проходили в Санкт-Петербурге в 2014—2015 годах. Премьерный показ первого сезона проходил на канале НТВ с 11 по 22 апреля 2016 года.
Проект был продлен на второй сезон, съёмки которого проходили в 2016-2017 годах в Санкт-Петербурге. Он выходил под заголовком «Невский. Проверка на прочность» и был показан двумя блоками: первые 22 серии выходили с 19 по 27 октября 2017 года, а остальные 10 с 19 по 23 февраля 2018 года на НТВ. Всего было выпущено 32 серии.
С 9 апреля по 16 ноября 2018 года проходили съёмки третьего сезона, который получил название «Невский. Чужой среди чужих». Новые 20 серий выходили с 11 по 22 февраля 2019 года в 21:00 на канале НТВ.
С 24 декабря 2018 по 25 января 2020 года в Санкт-Петербурге проходили съёмки 30-серийного четвёртого сезона сериала, получившего название «Невский. Тень Архитектора». Его премьера на НТВ шла с 25 февраля по 17 марта 2020 года в 21:00.
Пятый сезон проекта под заголовком «Невский. Охота на Архитектора» снимался в Санкт-Петербурге с 24 августа 2020 по 18 октября 2021 года. Премьерный показ 30 новых серий сериала проходил на НТВ с 31 января по 11 февраля 2022 года в 20:00.
Съёмки шестого сезона проходили с декабря 2021 по февраль 2023 года в Санкт-Петербурге. Несколько эпизодов были сняты в Карелии. Сезон получил название «Невский. Расплата за справедливость» и выходил с 10 по 28 апреля 2023 года в 20:00 на НТВ. Всего было выпущено 30 новых серий.
Съёмки седьмого сезона, получившего название «Невский. Близкий враг», стартовали 29 мая 2023 года в Санкт-Петербурге и завершились 7 июля 2024 года. Часть эпизодов была снята в Красноярском крае. Премьерный показ 30 серий седьмого сезона проходил на канале НТВ с 7 по 25 октября 2024 года в 20:00.
7 апреля 2025 года стартовали съёмки восьмого сезона. Всего запланировано 30 серий. Премьера ожидается во второй половине 2026 года.

## Сюжет

### «Невский» (1 сезон)
Семёнов Павел Андреевич — самый обычный опер: крепкий, уверенный в себе парень. А ему и надо быть уверенным и крепким, потому что он служит в одном из самых «сложных» районов Санкт-Петербурга. Паше не привыкать растаскивать пьяные драки, выезжать на «бытовуху», в одиночку входить в притоны наркоманов. Служба в этом районе, как говорится, отложила на Паше свой отпечаток. Будешь думать и рассуждать — тебя просто убьют. Однажды Паша выручает попавшего в беду крупного предпринимателя. И тот, чтобы отблагодарить Павла, устраивает его перевод в УМВД по Центральному району, в самый центр города, на Невский проспект. Это совсем другой район — огни реклам, дорогие тачки, крутые клубы и не менее крутые девчонки. И, конечно, крутые бандиты. И вот в этот крутой район, на Невский, попадает служить Паша. Коллеги пытаются объяснить Семёнову, что жизнь в этом районе другая, и бандиты здесь тоже живут по своим правилам. И бороться с ними нужно не так, как привык Паша. Но Семёнову сложно перестроиться на новые рельсы. Пашины методы не находят понимания у коллег и руководства. Но в то же время коллеги и руководство не могут не признать, что методы Паши — весьма эффективны.

### «Невский. Проверка на прочность» (2 сезон)
Прошло больше года с тех пор, как майор полиции Павел Семёнов сумел вычислить и задержать легендарного убийцу по кличке Архитектор. Однако это не принесло оперу долгожданной радости. Ведь Архитектором оказался его близкий друг и бывший напарник по службе в уголовном розыске — Кирилл Назаров. Переживает Семёнов и другую личную трагедию: его жена Юля подверглась нападению вооружённых наркоманов и применила против них травматический пистолет. Один из наркоманов погиб, а второй дал показания против самой Юли. Суд принял сторону следствия и приговорил девушку к трём годам лишения свободы в колонии общего режима. В результате этих событий Семёнов решил оставить службу в правоохранительных органах. Во-первых, он разочарован в полицейской системе. Во-вторых, он хочет больше времени проводить со своим сыном. Паша понимает, что если с ним что-нибудь случится на службе — о его сыне будет некому позаботиться.

### «Невский. Чужой среди чужих» (3 сезон)
Выстрел, прогремевший в супермаркете, разделил жизни многих людей на «до» и «после». Юля Семёнова после нескольких лет в колонии пытается адаптироваться к жизни на свободе, но часто сталкивается с предубеждениями и злобой. Алексей Фомин (Фома) назначает на пост главы своей службы безопасности человека, личность которого не оставляет равнодушными многих полицейских, которые воспринимают этот поступок как оскорбление чести мундира. Между тем конфликт между Фоминым и полковником Арсеньевым, вернувшимся на службу в УМВД по Центральному району Петербурга, набирает обороты. Член банды наёмных убийц, Сергей Семенчук, содержится в СИЗО, а следственные органы пытаются установить, был ли он последним «архитектором» или на свободе остались его сообщники. А в городе появляется хладнокровный убийца, который на месте убийства ставит метку «А», от рук которого первой гибнет Нина Молчанова. Веня Лапшин, выйдя из СИЗО, становится наёмным убийцей, от него гибнет близкий Семёнову человек — уголовный авторитет Алексей Фомин по прозвищу Фома.

### «Невский. Тень Архитектора» (4 сезон)
После трагической гибели своего близкого друга Фомы Павел Семёнов возвращается на службу в полицию и вновь занимает должность начальника отдела уголовного розыска УМВД по Центральному району. Его непосредственным начальником становится подполковник Андрей Михайлов, перед которым поставлена задача навести порядок не только в самом управлении, но и на улицах района, где преступные группировки не могут поделить сферы влияния. В это же время полковник полиции в отставке Евгений Арсеньев пытается скинуть с должности своего давнего врага генерала Любимова. А бывшая жена Семёнова Юля неожиданно становится обладательницей многомиллионного наследства, которое завещал ей Алексей Фомин. Когда в городе происходит ряд загадочных убийств, сыщики выдвигают версию, что профессиональный убийца по кличке Архитектор, которого все считали погибшим, вернулся в город и лично ликвидирует преступников, которым удалось избежать следствия и суда. К своему ужасу Андрей Михайлов начинает подозревать, что Семёнов может иметь к этим убийствам самое непосредственное отношение. Перед Михайловым встаёт сложный выбор: наплевать на дружбу с Семёновым и дать коллегам арестовать его или позволить Павлу и дальше вершить справедливость противозаконными методами.

### «Невский. Охота на Архитектора» (5 сезон)
Майор Павел Семёнов продолжает службу в полиции, занимая должность начальника уголовного розыска УМВД по Центральному району. После драки с Семёновым в баре подполковника Андрея Михайлова переводят в один из самых «сложных» районов Санкт-Петербурга, в котором ранее служил Семёнов. Михайлову придётся непросто работать в преступном районе после фешенебельного Невского. Здесь живут по законам улиц: никому не доверяй, кто круче, тот и прав. Между Семёновым и Михайловым складываются сложные отношения, дружба на грани вражды. Между тем, дела у УСБ плачевные. С тех пор, как была провалена операция по захвату Архитектора, и когда в лесу был найден труп Семенчука, новых результатов у чекистов не оказалось. Они по-прежнему подозревают Пашу Семёнова в том, что он был Архитектором и был связан с Семенчуком. Доказательств нет, за Семёновым ведётся слежка. Михайлов не понимает, может ли он доверять Паше, и продолжает информировать УСБ о действиях Семёнова. А Семёнов хочет узнать, кто является старшим над Архитекторами. Павла ждёт неожиданное возвращение из прошлого, Фома оказался жив, он ранее выжил и по левым документам сбежал. Шубин стал Новым Архитектором и стал получать заказы.

### «Невский. Расплата за справедливость» (6 сезон)
После того, как майор Павел Семенов застрелил пьяного хулигана, угрожавшего людям игрушечным пистолетом, суд арестовал полицейского и избрал ему меру пресечения в виде заключения под стражу. Татьяна Белова вынуждена уволиться из полиции. Оставшись без средств к существованию, девушка решает заняться розыском скрывающихся от правосудия преступников, за поимку которых назначена награда. Подполковник Окунько возглавляет УМВД по Центральному району Петербурга, куда забирает с собой Андрея Михайлова, который к неудовольствию своей будущей жены Инги Крыловой решает продолжить службу в органах. Генерал Арсеньев вступает в затяжной конфликт с Геннадием Любимовым. После гибели депутата Госдумы Харитонова они оба претендуют на его место в нижней палате Федерального собрания. В это же время следователям СК удается доподлинно установить, что ликвидированный Денисом Сомовым киллер никогда не был связан с группой «Архитекторов». Это означает, что опасный преступник по-прежнему находится на свободе. Выйти на след убийцы может только один человек. Майор Павел Семенов. Который находится в СИЗО. И которому грозит несколько лет лишения свободы в колонии строгого режима.

### «Невский. Близкий враг» (7 сезон)
В здании ГУ МВД по Санкт-Петербургу и Ленинградской области разыгралась кровавая драма. Последствия разборок привели к ряду перестановок и новых назначений. Так, из Москвы в Питер приезжает заместитель министра внутренних дел генерал Кондратьев. Внутриведомственные интриги приводят к тому, что майор Семёнов получает звание подполковника и со своим другом Андреем Михайловым идёт на повышение в убойный отдел Управления уголовного розыска ГУ МВД. Алексей Фомин, главный криминальный авторитет Санкт-Петербурга, постепенно осознает, что власть важно не только захватить, но и постоянно удерживать в своих руках. Скоро у него появится могущественный враг. Очередная хитрая комбинация, которую провернули оперативники, позволила Павлу Семенову наконец-то вычислить таинственного лидера банды, именующей себя Архитекторами. Теперь герою точно известны имя, лицо и должность этого человека. Как же быть дальше, ведь вещественными доказательствами причастности киллера к цепи расследуемых преступлений Семёнов не располагает? Из непростой ситуации у него остаётся всего один выход. Однако есть серьёзный риск: сам Павел, воспользовавшись такой возможностью, окажется вне закона и жизнь его в одночасье изменится навсегда.

### «Невский-8»
Генерал Кондратьев возвращается на прежнюю должность, и его конфликт с полковниками Андреем Михайловым и Юрием Окунько обретает новый виток. В это время в городе происходит несколько жестоких преступлений, но личность убийцы установить не получается даже несмотря на усилия полицейских и криминальных авторитетов, которые после ухода Алексея Фомина так и не смогли разделить сферы влияния. Получив оперативную информацию о местонахождении преступника, Михайлов пытается лично задержать его, но попадает в смертельную ловушку.
Сотрудники ФСБ близки к завершению расследования дела Архитектора. Несмотря на то, что все участники преступной группировки установлены, следователи уверены, что в деле остались вопросы, ответить на которые могут только погибший Павел Семёнов и его жена Татьяна Белова, которая скрывается от следствия. Сотрудники ФСБ начинают розыск Беловой, ещё не представляя, какие тайны хранит в себе «наследство Архитектора» и какую цену многим придётся за него заплатить.

## В ролях

### Главные роли
| Актёр                | Роль |
| -------------------- | --- |
| Антон Васильев       | Павел Андреевич Семёнов капитан (1 сезон), майор (1-2, 4-7 сезоны), подполковник полиции (7 сезон); оперуполномоченный ОУР УМВД России по Калининскому району г. Санкт-Петербурга (1 сезон), оперуполномоченный ОУР УМВД России по Центральному району г. Санкт-Петербурга (1 сезон), старший оперуполномоченный ОУР УМВД России по Центральному району г. Санкт-Петербурга (1-2 сезоны), начальник ОУР УМВД России по Центральному району г. Санкт-Петербурга (2, 4-7 сезоны), начальник службы безопасности Фомина (3 сезон), старший оперуполномоченный по особо важным делам 2 отдела УУР ГУ МВД России по Санкт-Петербургу и Ленинградской области (7 сезон). Арестован в 142 серии. В 6 сезоне оправдан и восстановлен. В конце 7 сезона инсценировал свою гибель и уехал в Финляндию. (1—8 сезоны)       |
| Андрей Гульнев       | Андрей Юрьевич Михайлов майор (1-2 сезоны), подполковник (2-7 сезоны), полковник полиции (7 сезон); старший оперуполномоченный ОУР УМВД России по Центральному району г. Санкт-Петербурга (1 сезон), начальник ОУР УМВД России по Центральному району г. Санкт-Петербурга (1, 2 сезоны), начальник ОУР УМВД России по Василеостровскому району г. Санкт-Петербурга (2 сезон), заместитель начальника УМВД России по Центральному району г. Санкт-Петербурга (2, 4-5, 6-7 сезоны), старший оперуполномоченный по особо важным делам 2 отдела УУР ГУ МВД России по Санкт-Петербургу и Ленинградской области (3 сезон), начальник ОУР УМВД России по Калининскому району г. Санкт-Петербурга (5 сезон), начальник 2 отдела УУР ГУ МВД России по Санкт-Петербургу и Ленинградской области (7 сезон). (1—8 сезоны)   |
| Дмитрий Паламарчук   | Алексей Леонидович Фомин («Фома») криминальный авторитет; смотрящий за криминальном миром по Невскому району, смотрящий за криминальным миром по Санкт-Петербургу. Лучший друг Павла Семёнова. Расстрелян Лапшиным в 82 серии, но выжил. Во время событий 4 сезона скрывался за границей, после вернулся в Санкт-Петербург. В 5 сезоне становится смотрящим по Санкт-Петербургу. После всех событий 5 сезона уехал за границу. В 6 сезоне возвращается в Петербург и вновь становится смотрящим по городу. В конце 7 сезона покинул место смотрящего и вновь уехал в Финляндию. (1—3; 5—8 сезоны) |
| Сергей Кошонин       | Геннадий Петрович Любимов полковник (1 сезон), генерал-майор (2-4 сезоны), генерал-майор полиции в отставке (5-7 сезоны); начальник УМВД России по Центральному району г. Санкт-Петербурга (1 сезон), заместитель начальника ГУ МВД России по Санкт-Петербургу и Ленинградской области (1-2 сезоны), начальник ГУ МВД России по Санкт-Петербургу и Ленинградской области (2-4 сезоны), кандидат на должность депутата государственной думы (6 сезон). (1—8 сезоны) |
| Александр Саюталин † | Евгений Александрович Арсеньев подполковник (1 сезон), полковник (1-2, 3 сезоны), генерал-майор (4-5 сезоны), генерал-майор полиции в отставке (5-7 сезоны); начальник ОУР УМВД России по Центральному району г. Санкт-Петербурга (1 сезон), заместитель начальника УМВД России по Центральному району г. Санкт-Петербурга (1 сезон), начальник УМВД России по Центральному району г. Санкт-Петербурга (1-2, 3 сезоны), владелец ночного клуба (2 сезон), председатель комиссии по борьбе с коррупцией при губернаторе Санкт-Петербурга (3-4 сезоны), начальник ГУ МВД России по Санкт-Петербургу и Ленинградской области (4-5 сезоны), кандидат на должность депутата государственной думы (6 сезон), депутат государственной думы (7 сезон). «Оборотень в погонах». Убит Пашковым в 189 серии †. (1—7 сезоны) |
| Мария Капустинская   | Юлия Мартыновна Черницына (Семёнова) жена (1-3 сезоны), бывшая жена Павла Семёнова (4-5 сезоны); продавщица (1 сезон), директор продуктового магазина (1, 3 сезоны), заключённая (2 сезон), предпринимательница (4 сезон). Убита киллером в 132 серии †. (1—5 сезоны; появлялась в воспоминаниях в 6 сезоне) |
| Юрий Архангельский   | Сергей Михайлович/Борисович Семенчук полковник (1-2 сезоны), полковник полиции в отставке (3-4 сезоны); начальник УМВД России по Калининскому району г. Санкт-Петербурга (1 сезон), начальник УМВД России по Центральному району г. Санкт-Петербурга (2 сезон), беглый преступник (3-4 сезоны). Член группы «Архитекторов». Ранен спецназовцем и добит по своей просьбе Семёновым в 112 серии †. (1—4 сезоны; появлялся в воспоминаниях в 5-7 сезонах) Юрий Корзун двойник Семенчука, бывший военный из Минска. Приехал в Санкт-Петербург по просьбе Павла Семёнова. Убит Мельниковым в 199 серии †. (7 сезон) |
| Андрей Кузнецов      | Юрий Андреевич Тарасов полковник ФСБ, начальник отдела ФСБ России по Центральному району г. Санкт-Петербурга. Убит Будариным в 58 серии †. (2 сезон) |
| Виктория Маслова     | Татьяна Евгеньевна Белова капитан ФСБ (5 сезон), капитан полиции (5, 7 сезоны); оперуполномоченный УФСБ России по Санкт-Петербургу и Ленинградской области (5 сезон), оперуполномоченный УСБ ГУ МВД России по Санкт-Петербургу и Ленинградской области (5, 7 сезоны); «охотница за головами» (6 сезон). Возлюбленная (5 сезон), невеста (6 сезон), жена Павла Семёнова (6-7 сезоны). В 7 сезоне становится учеником «Главного Архитектора» и выполняет его поручения. В конце 7 сезона уехала в Финляндию. (5—8 сезоны) |

### Второстепенные роли
| Актёр                                                         | Роль |
| ------------------------------------------------------------- | --- |
| Игорь Михайлов                                                | Александр Павлович Семёнов сын Павла и Юлии Семёновых. (1—7 сезоны) |
| Максим Дахненко                                               | Сергей Иванович Кравцов майор, майор полиции в отставке; старший оперуполномоченный УСБ ГУ МВД России по Санкт-Петербургу и Ленинградской области. Убит патрульными в 29 серии †. (1 сезон) |
| Александр Кудренко                                            | Кирилл Назаров капитан, капитан полиции в отставке; оперуполномоченный ОУР УМВД России по Калининскому району г. Санкт-Петербурга, грузчик, охранник магазина. Наёмный убийца «Архитектор». Убит Кравцовым в 29 серии †. (1 сезон; появлялся в воспоминаниях во 2, 6 сезоне) |
| Николай Смирнов                                               | Борис Сергеевич Латышев (во время государственной защиты свидетелей Борис Сергеевич Латынин) предприниматель. Лучший друг Геннадия Любимова. Сообщник «Архитекторов». Убит «Архитектором» в 38 серии †. (1—2 сезоны) |
| Наталья Дворецкая                                             | Ольга Борисовна Латышева дочь Бориса Латышева. (1 сезон; эпизодически во 2 сезоне) |
| Евгений Бакалов                                               | Вадим Сергеевич Вершинин майор милиции в отставке; бывший старший оперуполномоченный по особо важным делам 2 отдела УУР ГУВД России по Санкт-Петербургу и Ленинградской области. Информатор Павла Семёнова. Представлялся «Архитектором». Убит Кравцовым в 24 серии †. (1 сезон) |
| Роман Грибков                                                 | Игорь Валентинович Лаврентьев старший советник юстиции (1-6 сезоны); прокурор Центрального района (2-3 сезоны), прокурор Санкт-Петербурга (6 сезон), адвокат (7 сезон). Подручный Арсеньева (1—3 сезоны), бывший подручный Арсеньева (6—7 сезоны). В конце 6 сезона переходит на сторону Фомина. В конце 7 сезона предает Фому. Убит Ежовым в 197 серии †. (1—3; 6—7 сезоны) |
| Кристина Оленникова                                           | Светлана Фадеева жена Кирилла Назарова. (1 сезон; эпизодически во 2 сезоне) |
| Роман Агеев                                                   | Борис Николаевич Пастухов майор (1 сезон), подполковник юстиции (2-3 сезоны); старший следователь СУ СК России по Калининскому району г. Санкт-Петербурга (1 сезон), старший следователь по особо важным делам ГСУ СК России по г. Санкт-Петербургу (2-3 сезоны). «Оборотень в погонах». Убит Захаровым в 76 серии †. (1—3 сезоны) |
| Константин Фильченков                                         | Александр Николаевич Бойко подполковник юстиции; старший следователь по особо важным делам ГСУ СК России по г. Санкт-Петербургу. «Оборотень в погонах», подручный Арсеньева. (1—7 сезоны) |
| Наталья Бурмистрова                                           | Вера Павловна Любимова жена Геннадия Любимова; предпринимательница; владелица антикварных салонов. (1—8 сезоны) |
| Олег Алмазов                                                  | Геннадий Львович Яворский владелец стрип-клуба. Информатор полиции. Убит в 22 серии †. (1 сезон) |
| Надежда Азоркина                                              | Вера Калинина стриптизёрша; близкая знакомая и любовница Павла Семёнова. Убита в 20 серии †. (1 сезон) |
| Сергей Ионкин                                                 | Александр/Денис Владимирович Сомов капитан (1-4 сезоны), майор (5-6 сезоны), майор полиции в отставке (6 сезон); оперуполномоченный ОУР УМВД России по Центральному району г. Санкт-Петербурга (1-2, 4-5 сезоны), начальник ОУР УМВД России по Центральному району г. Санкт-Петербурга (3 сезон), оперуполномоченный УУР ГУ МВД России по Санкт-Петербургу и Ленинградской области (6 сезон), оперуполномоченный ОУР УМВД России по Калининскому району г. Санкт-Петербурга (6 сезон), наркоман и беглый преступник (6 сезон). Убит Арсеньевым в 172 серии †. (1—6 сезоны; появлялся в воспоминаниях в 7 сезоне) |
| Валентина Лебедева (Гульнева)                                 | Оксана Петровна/Григорьевна Михайлова (впоследствии Свиридова) жена (1 сезон), бывшая жена Андрея Михайлова (2-7 сезоны). (1—3; 5—7 сезоны) |
| Тимофей Лагунов (1—3 сезоны) / Дмитрий Гриб (5, 7 сезоны)     | Дмитрий/Тимофей Андреевич Михайлов сын Андрея и Оксаны Михайловых (1—3, 5, 7 сезоны) |
| Елизавета Леонова (1, 5, 7 сезоны) / Алисия Райс (2—3 сезоны) | Алиса Андреевна Михайлова дочь Андрея и Оксаны Михайловых (1—3, 5, 7 сезоны) |
| Дмитрий Лебедев                                               | Виктор Михайлович Сырков полковник (1—4 сезоны), генерал-майор полиции (4 сезон), генерал-майор полиции в отставке (4-6 сезоны); начальник УМВД России по Красносельскому району Ленинградской области (1 сезон), заместитель начальника ГУ МВД России по Санкт-Петербургу и Ленинградской области (4 сезон), заключённый (4-6 сезоны). «Оборотень в погонах». Арестован в 111 серии. В 6 сезоне находился под государственной защитой свидетелей. (1, 4, 6 сезоны) |
| Алексей Белозерцев                                            | Артур Игоревич/Венедиктович Власов криминальный авторитет; лидер ОПГ. Убит Завьяловым в 57 серии †. (1—2 сезоны) |
| Роман Притула                                                 | Евгений Геннадьевич Любимов сын Геннадия и Веры Любимовых. Убит сотрудниками ДПС в 4 сезоне †. В 7 сезоне его труп был обнаружен. (1—4 сезоны) |
| Геннадий Скоморохов                                           | Владимир Викторович Мясницкий генерал-лейтенант полиции; начальник ГУ МВД России по Санкт-Петербургу и Ленинградской области (1-2 сезоны). Ушёл в отставку по состоянию здоровья. В 4 сезоне перевелся в министерство. (2 сезон; эпизодически в 1, 3-4 сезонах) |
| Валерий Чебурканов                                            | Иван Тимофеевич Хохлов генерал-майор (1 сезон), генерал-майор полиции в отставке (1-7 сезоны); заместитель начальника ГУ МВД России по Санкт-Петербургу и Ленинградской области (1 сезон), заключённый (1—7 сезоны), бывший заключённый (7 сезон). «Оборотень в погонах». Ушёл в отставку по просьбе Мясницкого. Отсидел в тюрьме, после чего появился в двух сериях 7 сезона. Убит киллером Пашковым по заказу Арсеньева в 188 серии †. (1, 7 сезоны) |
| Николай Горшков                                               | Юрий Васильевич Окунько подполковник (1-5 сезоны), полковник полиции (6-7 сезоны); заместитель начальника УМВД России по Калининскому району г. Санкт-Петербурга (1 сезон), начальник УМВД России по Калининскому району г. Санкт-Петербурга (2-5 сезоны), начальник УМВД России по Центральному району г. Санкт-Петербурга (6-7 сезоны). (1—8 сезоны) |
| Мария Мещерякова                                              | Светлана Дмитриевна Маевская федеральный судья. (В эпизодах 1, 3—4 сезоны) |
| Александр Андреев                                             | Хатюшин следователь СО УМВД России по Центральному району Санкт-Петербурга. (1 сезон) |
| Даниил Кокин                                                  | Николай Дмитриевич Лапиков Бывший сотрудник ОМОНа, беглый преступник. «Лже-Архитектор». Убит в 18 серии †. (1 сезон) |
| Павел Платонов                                                | Олег Макаров заместитель владельца клуба. (1 сезон) |
| Евгений Антонов                                               | Антон Кузиков («Тоха») уличный наркоман. Сбит грузовиком в 32 серии †. (1—2 сезоны) Артур Георгиевич Сафаров алкоголик, убийца. Задержан Семёновым в 196 серии. (7 сезон) |
| Андрей Аверков                                                | Юрий Зиновьев капитан полиции; оперуполномоченный ОУР УМВД России по Центральному району г. Санкт-Петербурга (1—2 сезоны), оперуполномоченный УУР ГУ МВД России по Санкт-Петербургу и Ленинградской области (6 сезон), оперуполномоченный ОУР УМВД России по Калининскому району г. Санкт-Петербурга (6 сезон). Напарник Дениса Сомова. Убит Сомовым в 172 серии †. (1—2, 6 сезоны) |
| Алексей Забелин                                               | Анатолий Евгеньевич/Маркович Ежов командир СОБРа (2-4 сезоны), начальник службы безопасности Юлии Черницыной (4 сезон), начальник службы безопасности Фомина (5-7 сезоны). Арестован в 200 серии за убийство Лаврентьева, Ремчукова и за покушение на Рыбакова. (2—7 сезоны) |
| Анастасия Забирова                                            | Мария Сергеевна Завьялова капитан (2-4 сезоны), капитан юстиции в отставке (4-7 сезоны); следователь СО УМВД России по Центральному району Санкт-Петербурга (2-4 сезоны), адвокат (4-7 сезоны). (2—8 сезоны) |
| Денис Старков                                                 | Александр Иванович Максимов полковник полиции (2-3, 5-7 сезоны), полковник ФСБ (4-5 сезоны); начальник УСБ ГУ МВД России по Санкт-Петербургу и Ленинградской области (2-3, 5-7 сезоны). (2—8 сезоны) |
| Александр Аравушкин                                           | Георгий Владимирович Мельников («Зомби») генерал-майор ФСБ (2-5 сезоны), генерал-майор ФСБ в отставке (5-7 сезоны); начальник УФСБ России по Санкт-Петербургу и Ленинградской области (2-5 сезоны), пенсионер (5-7 сезоны). Главный «Архитектор». Убит Семёновым в 200 серии †. (2—5, 7 сезоны) |
| Пётр Журавлёв                                                 | Николай Николаевич Забродин государственный советник юстиции 3 класса; начальник управления генеральной прокуратуры России; тесть Тарасова. Погиб в суде при взрыве, организованным «Архитекторами» в 65 серии †. (2—3 сезоны) |
| Александр Большаков                                           | Вячеслав Аверьянов («Верный») криминальный авторитет; лидер ОПГ. Убит Фоминым в 61 серии †. (2 сезон) |
| Елена Лопаткина                                               | Нина Молчанова официантка в ресторане. Возлюбленная Семёнова (2 сезон). Убита Захаровым в 66 серии †. (2—3 сезоны) |
| Андрей Зибров                                                 | Роман Романович Малышев полковник полиции; заместитель начальника УМВД России по Центральному району г. Санкт-Петербурга. Утоплен Арсеньевым и Сомовым в 77 серии †. (2—3 сезоны) |
| Алексей Парасевич                                             | Вадим Свиридов новый муж Оксаны Михайловы. (2 сезон) |
| Виктор Евграфов                                               | Егор Михайлович Колыванов («Рэмбо») бандит из братвы Фомина; правая рука Фомы. Убит людьми Фомы в 35 серии (2 сезон) |
| Виктория Плоп                                                 | Александра Бурова профессиональная боксёрша; заключённая; сокамерница Юлии Семёновой. (2 сезон) |
| Анна Родная                                                   | Кира заключённая; сокамерница Юлии Семёновой. (2 сезон) |
| Анна Некрасова                                                | Галина заключённая; сокамерница Юлии Семёновой. (2 сезон) |
| Геннадий Меньшиков                                            | Бартенев полковник ФСИН; начальник женской колонии СИЗО УФСИН. Убит Фомой в 53 серии †. (2 сезон) |
| Руслан Смирнов                                                | Толстов полковник ФСИН; начальник женской колонии СИЗО УФСИН. (2 сезон) |
| Андрей Смелов                                                 | Артём Владимирович Завьялов бывший майор полиции; сотрудник СОБР, бывший сотрудник СОБР; муж Завьяловой, бывший муж Завьяловой; киллер. Убит СОБРовцем-снайпером в 57 серии †. (2 сезон) |
| Марк Гаврилов                                                 | Бондарев начальник службы безопасности Фомина. Убит Фоминым в 57 серии †. (2 сезон) |
| Анна Лутцева                                                  | Екатерина Николаевна Тарасова жена Юрия Тарасова. (2 сезон) |
| Мария Лопатина                                                | Татьяна Сергеевна Семенчук дочь Сергея Семенчука. До событий 2 сезона сбита машиной, стала инвалидкой. (2—3 сезоны) |
| Антон Пулит                                                   | Евгений Хворостов капитан полиции; оперативный дежурный УМВД России по Центральному району г. Санкт-Петербурга. (2 сезон; эпизодически в 4 сезоне) |
| Алёна Митюшкина                                               | Мария официантка; коллега Нины Молчановой. (2—3 сезоны) |
| Константин Демидов                                            | Юрий Махов капитан полиции; оборотень в погонах ; оперуполномоченный уголовного розыска . Бывший напарник Дениса Сомова. Арестован в конце 2 сезона. (2 сезон) |
| Сергей Краснов                                                | Сиротин оперативный дежурный УМВД России по Центральному району г. Санкт-Петербурга. (2, 4 сезоны) |
| Антон Сычёв                                                   | Игорь Андреевич Захаров капитан (2 сезон), майор (3 сезон), майор полиции в отставке (3-4 сезоны); оперуполномоченный ОУР УМВД России по Центральному району г. Санкт-Петербурга (2-3 сезоны), заключённый (3-4 сезоны), беглый преступник (4 сезон). Хладнокровный убийца, подражатель «Архитекторов». В 90 серии ранен Завьяловой и добит Семёновым †. (2—4 сезоны) |
| Александр Конев                                               | Леонид Александрович Кундряков капитан полиции; оперуполномоченный ОУР УМВД России по Центральному району г. Санкт-Петербурга. (2, 4—8 сезоны) |
| Владимир Постников                                            | Игорь Станиславович Трофимов майор, майор полиции в отставке; начальник ОУР УМВД России по Центральному району г. Санкт-Петербурга, заместитель владельца ночного клуба; друг Арсеньева. Убит Арсеньевым в 53 серии †. (2 сезон) |
| Руслан Бальбуциев                                             | Вениамин Лапшин сосед Семёнова; мелкий преступник (2 сезон), наёмный убийца (3 сезон). Убит Семёновым в 82 серии †. (2—3 сезоны) |
| Наталья Шапошникова                                           | Мария Лапшина мать Вениамина Лапшина; соседка Семеновых. (2—3 сезоны) |
| Андрей Щепочкин                                               | Новиков генерал-майор юстиции, начальник ГСУ СК России по г. Санкт-Петербургу. (Эпизодически во 2—3, 5 сезоне) |
| Михаил Карпенко                                               | Василий Михайлович/Иванович Тучков майор полиции (3 сезон), подполковник полиции (4-5 сезоны), подполковник ФСБ (6-7 сезоны), полковник ФСБ (7 сезон); охранник Фомина под прикрытием (3 сезон); старший оперуполномоченный УСБ ГУ МВД России по Санкт-Петербургу и Ленинградской области (3-4 сезоны), начальник УСБ ГУ МВД России по Санкт-Петербургу и Ленинградской области (4-5 сезоны), сотрудник архива ФСБ России (5 сезон), старший оперуполномоченный УФСБ России по Санкт-Петербургу и Ленинградской области (6-7 сезоны). Отправлен в отставку в 202 серии. (3—8 сезоны)                             |
| Алексей Титков                                                | Геннадий Посконин («Байкал») криминальный авторитет-отморозок, лидер ОПГ. Убит Вениамином Лапшиным в 82 серии †. (3 сезон) |
| Артур Литвинов                                                | Григорий Святский майор (3 сезон), подполковник полиции (4 сезон); начальник 2 отдела УУР ГУ МВД России по Санкт-Петербургу и Ленинградской области (4 сезон). До 4 сезона служил в Ленинградской области. Убит Шароваровым в 111 серии †. (4 сезон; эпизодически в 3 сезоне) |
| Александр Разбаш                                              | Владимир Иванович Шубин полковник (3-4 сезоны), полковник полиции в отставке (4-6 сезоны); начальник 2 отдела УУР ГУ МВД России по Санкт-Петербургу и Ленинградской области (3-4 сезоны), охранник клуба (4 сезон), охранник ЖК (5 сезон), начальник службы безопасности банка (6 сезон). Наёмный убийца «Архитектор» (4-6 сезоны). Убит «Липой» в 172 серии †. (3—6 сезоны) |
| Игорь Павлов                                                  | Олег Иванович Маркин полковник юстиции (3 сезон), полковник полиции (4-5 сезоны), генерал-майор полиции (6 сезон), генерал-майор полиции в отставке (6 сезон); начальник СО УМВД России по Центральному району г. Санкт-Петербурга (3 сезон), начальник УМВД России по Центральному району г. Санкт-Петербурга (4-5 сезоны), начальник ГУ МВД России по Санкт-Петербургу и Ленинградской области (6 сезон). Арестован и оправдан в конце 6 сезона. (3—6, 8 сезоны) |
| Сергей Щербин                                                 | Сергей Васильевич губернатор Санкт-Петербурга. (3—4 сезоны) |
| Виталий Кузьмин                                               | Александр Михайлович Бабич заместитель главы администрации Центрального района г. Санкт-Петербурга. Назначен после убийства Волкова. Уволен. (3 сезон) |
| Вадим Франчук                                                 | Максим Зарецкий наркодилер. Знакомый Дениса Сомова. Убит полицейскими в 78 серии †. (3 сезон) |
| Игорь Волков                                                  | Пахомов («Пахом») криминальный авторитет. Смотрящий по Санкт-Петербургу. Доверил общак Фомину. Убит киллером по заказу Байкала в 81 серии †. (3 сезон) |
| Денис Волков                                                  | Юрий Паленко капитан полиции, оперуполномоченный УУР ГУ МВД России по Санкт-Петербургу и Ленинградской области. Наркоман и преступник. Убит Сомовым в 97 серии †. (3—4 сезоны) |
| Анатолий Кондюбов                                             | Максим Сергеевич Шахтин («Шахтёр») криминальный авторитет, лидер ОПГ. Смотрящий по Центральному району . Убит «Музыкантом» по заказу Юлии Черницыной, на что её подстрекал Шароваров, в 101 серии †. (4 сезон) сосед Степана Мазанова. (1 сезон) |
| Полина Ястребова                                              | Екатерина Георгиевна Савицкая капитан внутренней службы; психолог УМВД России по Центральному району г. Санкт-Петербурга. Уволилась. (4 сезон) |
| Павел Юлку                                                    | Марк Борисович Гальперин адвокат. Уволился. (4—5 сезоны) |
| Екатерина Новикова                                            | Марина Аркадьевна Козлова знакомая Павла Семёнова; владелец борделя на Невском районе. (4—7 сезоны) |
| Сергей Мардарь                                                | Михаил Шароваров («Шаровар») владелец водочного завода; криминальный авторитет, лидер ОПГ. Убит киллерами по заказу Стрельцова (приказ на это дал Арсеньев) в 142 серии †. (4—5 сезоны) |
| Елена Карпова                                                 | Елена Сергеевна Калинина возлюбленная Андрея Михайлова (4, 7 сезоны); врач скорой помощи. (4, 6—8 сезоны) |
| Елизавета Кузьмина                                            | Наталья Любимова жена (4 сезон), вдова Евгения Любимова (4-6 сезоны); невестка Геннадия и Веры Любимовых. Встречалась с Владимиром Шубиным, должна была выйти за него замуж. (4—6 сезоны) |
| Дмитрий Сутырин                                               | Александр Валерьевич Ладыгин (по поддельным документам Борис Юрьевич Горбунов) профессиональный убийца; один из «Архитекторов». Убит «Музыкантом» в 109 серии †. (4 сезон) |
| Владимир Чернышов                                             | «Музыкант» бывший сотрудник КГБ на Аляске; профессиональный наёмный убийца. Убит Семёновым в 109 серии †. (4 сезон) |
| Андрей Бабенко                                                | Евгений Белорябов компаньон Хамидова. Знакомый Павла Семёнова. Убит своей гражданской женой Ольгой в 106 серии †. (4 сезон) |
| Ксения Бутусова                                               | Ольга Балашова капитан юстиции; следователь СО УМВД России по Центральному району Санкт-Петербурга. (4—6 сезоны) |
| Степан Бекетов                                                | Максим Стасов владелец охранной фирмы; парень Юлии Черницыной. До 4 сезона работал на Фомина. Убит людьми Шахтёра в 91 серии †. (4 сезон) |
| Александр Шпынёв                                              | Олег Петрович Сидоров владелец фирмы по продаже алкоголя; начальник Евгения Любимова. (4 сезон) |
| Георгий Болонев                                               | Иван Вакарин командир СОБРа. (4—5 сезоны) |
| Екатерина Рокотова                                            | Инга Олеговна Крылова капитан (5-6 сезоны), майор (7 сезон) юстиции; следователь СУ СК России по Центральному району г. Санкт-Петербурга (5 сезон), старший следователь по особо важным делам ГСУ СК России по г. Санкт-Петербургу (6-7 сезоны). Дочь Олега Маркина, невеста (5-6 сезоны), бывшая невеста Андрея Михайлова (6-7 сезоны). (5—8 сезоны) |
| Илья Кузнецов                                                 | Евгений Кудрень капитан полиции; оперуполномоченный ОУР УМВД России по Калининскому району г. Санкт-Петербурга (5-6 сезоны), оперуполномоченный ОУР УМВД России по Центральному району г. Санкт-Петербурга (6-7 сезоны). (5—8 сезоны) Алексей Самохин. Мошенник и аферист . (1 сезон) |
| Андрей Кузин                                                  | Георгий Николаевич Панкратов генерал-майор (5-6 сезоны), генерал-лейтенант ФСБ (7 сезон); начальник УФСБ России по Санкт-Петербургу и Ленинградской области. (5—7 сезоны) |
| Юрий Елагин                                                   | Вячеслав Антонович Стрельцов полковник полиции; инспектор по особым поручениям ГУ МВД России по Санкт-Петербургу и Ленинградской области (5, 6 сезоны); начальник УМВД России по Калининскому району г. Санкт-Петербурга (6 сезон). Подручный Арсеньева. Убит Сомовым в 172 серии †. (5—6 сезоны) |
| Михаил Бондарук                                               | Александр Смыслов майор полиции; оперуполномоченный ОУР УМВД России по Калининскому району г. Санкт-Петербурга. «Оборотень в погонах». Убит Татьяной Беловой в 138 серии †. (5 сезон) Уличный хулиган. (2 сезон) |
| Самвел Мужикян                                                | «Реваз» криминальный авторитет и лидер ОПГ. Убит Фомой в 139 серии †. (5 сезон) |
| Роман Сердюков                                                | Михаил Самосад(«Уфа») криминальный авторитет и лидер ОПГ. Приятель/враг Фоты и Лесника. Убит Фомой. (Эпизод во 2 сезоне; 5—6 сезоны) |
| Сергей Лавренов                                               | Михаил Хохряков полковник ФСИН; начальник оперативной части СИЗО «Кресты» УФСИН. (5—6 сезоны) |
| Сергей Воробьёв                                               | Константин Воронков командир военной роты ЧВК. Сообщник Павла Семенова. Убит Шубиным в 171 серии †. (5—6 сезоны) |
| Андрей Коровниченко                                           | Сергей Николаевич Кондратьев генерал-лейтенант полиции; заместитель министра внутренних дел России (5-6 сезоны), начальник ГУ МВД России по Санкт-Петербургу и Ленинградской области (7 сезон). «Оборотень в погонах». Друг Евгения Арсеньева, однако после назначения Арсеньева на должность депутата Государственной Думы их дружбе приходит конец. В конце 7 сезона перевёден в Москву. (5—8 сезоны) |
| Ирина Сотикова                                                | Маргарита Алексеевна Харитонова полковник юстиции; старший следователь по особо важным делам ГСУ СК России. Сообщница «Архитекторов». (5—7 сезоны) |
| Олег Хамитов                                                  | Михаил Викторович Горюнов («Горыныч») приятель Фомина и Семёнова; бывший владелец бильярдной; профессиональный подрывник. Убит Тюменскими бандитами в 191 серии †. (5—7 сезоны) мужчина в баре. (1 сезон) |
| Борис Бедросов                                                | Попов майор юстиции; старший следователь СО СК России по Калининскому району г. Санкт-Петербурга. Сообщник Смыслова. (5 сезон) |
| Сергей Гамов                                                  | Леонид Алексеевич Харитонов депутат государственной думы. «Преступный владыка». Убит Шубиным в 156 серии †. (6 сезон) |
| Кирилл Маркин                                                 | Сазонов полковник ФСИН; начальник оперативной части СИЗО «Кресты» УФСИН. (6 сезон) |
| Роберт Студеновский                                           | Илья Архипович Поничаев («Понч») наёмный убийца. Охотник на людей. Лидер НВФ; сообщник Лесника. Убит Семёновым в 168 серии †. (6 сезон) |
| Эдуард Чемодаков                                              | Игорь Самойлов майор юстиции; старший следователь СУ СК России по Центральному району г. Санкт-Петербурга. (6—7 сезоны) |
| Сергей Сергеев                                                | Зорин Крупный предприниматель из Москвы . Знакомый Татьяны Беловой. Охотился за «Архитекторами». убит «Архитектором» †. (6 сезон) |
| Максим Кисляк                                                 | «Червь» хакер; программист. (Эпизодически в 6—7 сезонах) |
| Виктория Заболотная                                           | Анна (по поддельным документам Мария) знакомая Фомина; хладнокровная убийца; бывший специальный агент ФСБ; беглая преступница . Скрывалась в Финляндии, где и познакомилась с Фоминым. Убита Татьяной Беловой в 186 серии †. (6—7 сезоны) |
| Ольга Ивчук                                                   | Евгения Николаева приёмная дочь Геннадия и Веры Любимовых. (6—7 сезоны) |
| Юрий Сысоев                                                   | Иван Сергеевич Леснов («Лесник») криминальный авторитет, лидер ОПГ. Близкий знакомый Юрия Окунько, двоюродный дядя Фомина. Взорван Фоминым в 168 серии †. (6 сезон) |
| Виктор Бабак                                                  | Георгий/Григорий Николаевич Потапов генерал-майор полиции; и.о начальника ГУ МВД России по Санкт-Петербургу и Ленинградской области (6 сезон). Убит грабителями в 174 серии †. (6—7 сезоны) |
| Никита Василевский                                            | «Танк» бандит из братвы Фомы; владелец бара; лидер ОПГ. (7—8 сезоны) |
| Сергей Сафронов                                               | Вадим Евгеньевич Стрельбицкий специальный агент ФСБ. Профессиональный боевик. Сообщник «Архитекторов». Убит Анной в 186 серии †. (7 сезон) |
| Алексей Манцыгин                                              | Валентин Игоревич Грушин майор полиции; оперуполномоченный 2 отдела УУР ГУ МВД России по Санкт-Петербургу и Ленинградской области. «Оборотень в погонах». Перевелся из Ярославля. (7 сезон) |
| Богдан Гудыменко                                              | Дмитрий Руконогов «Честный человек»; капитан полиции; оперуполномоченный 2 отдела УУР ГУ МВД России по Санкт-Петербургу и Ленинградской области. Перевелся из угонного отдела ГУ МВД. (7—8 сезоны) |
| Наталья Внукова                                               | «Липа» (позывной «Стрела») тренер в женском бойцовском клубе. Член группы «Архитекторов», бывший спецназовец, профессиональный снайпер. Убита Татьяной Беловой в 194 серии †. ( конец 6 сезона; 7 сезон) |
| Ирина Мазепа                                                  | Ирина Власова боксёрша; ученица «Липы». Соперница Татьяны Беловой, хладнокровная убийца, член группы «Архитекторов». Убита Семёновым в 188 серии †. (7 сезон) Белова подруга Буровой; боксёрша, преступница. Сбита машиной насмерть в 14 серии 2 сезона †. (2 сезон) |
| Андрей Родимов                                                | Виктор Петрович Рыбаков чиновник из Москвы; вице-губернатор Санкт-Петербурга. Был отправлен в администрацию Санкт-Петербурга из-за скандала с казино. (7 сезон) |
| Мария Канунникова                                             | Слава Михайловна Кузьмина студентка на восточном факультете. Возлюбленная Фомина, сестра «Рузы». Уехала с Фоминым в Финляндию в 202 серии. (7—8 сезоны) |
| Павел Григорьев                                               | Михаил Кузьмин отец Славы. (7 сезон) |
| Николай Соловьёв                                              | Пётр Ильич Ремчуков полковник полиции; начальник управления экономической безопасности и противодействия коррупции ГУ МВД России по Санкт-Петербургу и Ленинградской. Убит Ежовым в 198 серии †. (7 сезон) |
| Кирилл Болтаев                                                | Валерий Корытин полковник ФСБ из Москвы. Откомандирован в Санкт-Петербург для розыска Павла Семёнова после убийства Мельникова. (7—8 сезоны) |

## Список эпизодов
| Сезон | Сезон | Серии | Название                              | Премьерный показ                  |
| ----- | ----- | ----- | ------------------------------------- | --------------------------------- |
|       | 1     | 30    | «Невский»                             | 11 — 29 апреля 2016               |
|       | 2     | 32    | «Невский. Проверка на прочность»      | 19 октября 2017 — 23 февраля 2018 |
|       | 3     | 20    | «Невский. Чужой среди чужих»          | 11 — 22 февраля 2019              |
|       | 4     | 30    | «Невский. Тень Архитектора»           | 25 февраля — 17 марта 2020        |
|       | 5     | 30    | «Невский. Охота на Архитектора»       | 31 января — 11 февраля 2022       |
|       | 6     | 30    | «Невский. Расплата за справедливость» | 10 — 28 апреля 2023               |
|       | 7     | 30    | «Невский. Близкий враг»               | 7 — 25 октября 2024               |
|       | 8     | 30    | «Невский-8»                           | 2026                              |

### Сезон 1
| № серии | Название                    | Описание серии | Премьера       |
| ------- | --------------------------- | --- | -------------- |
| 1       | Без оружия                  | Капитан полиции Павел Семёнов привык сначала действовать, а потом разбираться, потому что хочет остаться в живых, ведь дома его ждут жена Юля и сын Саша. Рискуя жизнью, он спасает дочь высокопоставленного чиновника. В благодарность отец девушки содействует переводу Павла в отдел на Невский проспект, где служить престижно и выгодно. | 11 апреля 2016 |
| 2       | Последний свидетель         | Узнав о своём переводе, Семёнов едет знакомиться с новым руководством. Друг и бывший напарник Семёнова Назаров, напившись после ссоры с девушкой, в кафе открыл стрельбу и оказался под следствием. К делу подключили майора Кравцова, опера УСБ. Все свидетели этой перестрелки отказались от показаний, кроме одного человека. Кравцов поехал к нему, но последний свидетель был уже мёртв. Теперь Семёнов, чтобы спасти друга, должен найти настоящего убийцу. | 11 апреля 2016 |
| 3       | Добро пожаловать в клуб     | Начались будни Паши на Невском, и будни эти оказались не веселыми. Семёнову придётся не только ловить преступников, но и отбиваться от «наездов» влиятельных лиц, использующих свое право сильного в обход законов. А тут ещё начальство подливает масла в огонь, преследуя свои цели и сдерживая справедливое негодование капитана. | 11 апреля 2016 |
| 4       | Конфликт интересов          | В центре Петербурга обнаружен труп иностранного гражданина Леонида Рубинштейна, уроженца Ленинграда, ныне гражданина Израиля. Семёнов и Михайлов должны найти преступника. Дело на контроле у ФСБ — ведь погиб иностранец. Однако именно Паша ловит преступников, обокравших Рубинштейна, а затем убивших его. | 12 апреля 2016 |
| 5       | Смертник                    | После перестрелки в центре города задержан некто Новиков, свидетель по важному делу. Семёнов ждёт следователя, который должен допросить задержанного. Но тот, оставшись в кабинете один на один с Новиковым, убивает его. Семёнову не удаётся задержать убийцу. Выясняется, что следователь был не настоящий… | 12 апреля 2016 |
| 6       | Новый взгляд на старое дело | В Питере происходит громкое заказное убийство — погиб предприниматель Сомов, ранена его жена. Семёнов с Михайловым выясняют, что это она заказала убийство мужа — её ранение лёгкое, лишь для видимости. Семёнов выходит на след убийцы по кличке Архитектор, которого наняла Сомова и которого уже долго не могут поймать полицейские города… | 12 апреля 2016 |
| 7       | Каждый сам за себя          | Семёнов едет в область взять показания свидетеля и оказывается пленником местного авторитета Чингиза. Коллеги, вместо того, чтобы броситься на помощь попавшему в беду, заняты выяснением отношений между собой. Выручает Пашу жена, вовремя сделавшая один важный звонок. Любимов уверен, что после этого Семёнов подаст рапорт об увольнении — свои оставили в беде! Однако Паша не таков, что и сумел оценить Любимов. | 13 апреля 2016 |
| 8       | Об этом никто не узнает     | Предприниматель Дворкин, доверившись полковнику Коптееву, не только оказывается «кинутым на бабки», но и прощается с жизнью. Супруга погибшего сообщает Семёнову, что Дворкин общался с предпринимателем Латышевым — очередной жертвой, намеченной Коптеевым. Семенов спасает Латышева, а Арсеньев примазывается к его успеху. | 13 апреля 2016 |
| 9       | Свободный поиск             | На Невском проспекте активизировались карманники, Арсеньев отправляет Семёнова в «свободный поиск». Каждый вечер Паша обязан подавать ему рапорт о проделанной работе. Но, по злой иронии судьбы, Арсеньев сам оказывается жертвой вора — в считанные секунды он остаётся без служебного удостоверения и табельного оружия. Утром патрульные находят два трупа — оба мужчины убиты из пистолета Арсеньева… | 13 апреля 2016 |
| 10      | Ты теряешь форму            | Паша взбешен поведением Фомы за его помощь Юле, которая поругалась с новым хозяином магазина Зауром, нагло торгующим паленой водкой. Высказав ему претензии, Юля осталась без работы. Однако этот вопрос решил Фома — быстро и жёстко. Теперь Юля — директор магазина. В боксерском клубе на ринге Паша решил объяснить Фоме, что в его жизнь не надо вмешиваться. Но Фома возразил, что вмешался потому, что Павел сам не решил проблему жены, так как находится не в лучшей форме! | 14 апреля 2016 |
| 11      | Принципы капитана Семёнова  | Неподалёку от Невского проспекта зарезана владелица сети косметических салонов, с неё сорваны бриллиантовые серьги и колье. Оперативники подозревают, что нападение мог совершить наркоман. Они трясут главного наркодельца района и утром видят в отделе явившегося с повинной наркомана. Но выясняется, что он пришёл с повинной потому, что неизлечимо болен, а пахан пообещал помочь его детям. Паша начинает поиски настоящего убийцы… | 14 апреля 2016 |
| 12      | Опасен при задержании       | Заместитель Любимова Арсеньев продолжает копать под своего шефа, надеясь спровадить его на пенсию. Одним из этапов этого плана должно было стать задержание убийцы Архитектора. Но операция, которую разработал Арсеньев, оказалась проваленной. Более того, от пули Паши пострадал Михайлов, которого спас бронежилет. Эту историю Арсеньев, исказив истину, пытается представить Любимову с выгодой для себя. | 14 апреля 2016 |
| 13      | Чистый розыск               | После того, как Паша случайно ранил Михайлова, он остался без табельного оружия. Не всё ладно и в семье: Паша ревнует Юлю к Фоме, а Юля Пашу — к Вере. Жена Михайлова после его ранения подыскивает для него новую работу. Михайлов пытается ей объяснить, что они живут хорошо только благодаря его службе в полиции… | 15 апреля 2016 |
| 14      | Обида                       | Утро Паши началось со стычки с группой активистов, наклеивших на его джип плакат с надписью «хамло за рулём». Несколькими часами позже Паше снова пришлось встречаться с ними, но уже совсем по другому поводу: мужчиной на чёрном джипе без номерных знаков застрелены двое из них… | 15 апреля 2016 |
| 15      | Мы с тобой одной крови      | Михайлов делится с Пашей информацией о том, что кто-то из конкурентов «заказал» Алексея Фомина. Паша, хотя и ревнует жену к Фоме, но, ни минуты не раздумывая, рассказывает об этом самому Алексею. Через Юлю Фома передал Паше в знак благодарности солидную сумму, но Паша взяток по-прежнему не берёт… | 15 апреля 2016 |
| 16      | Перспективный сотрудник     | У бывшего сотрудника городской администрации Истомина пропала жена. Интуиция подсказывает Паше, что похищение не обошлось без самого Истомина. Всё дело в том, что у супружеской пары успешное дело — сеть мини-отелей. | 18 апреля 2016 |
| 17      | Сомнительные связи          | Следствие по делу убийцы по прозвищу Архитектор не собрало достаточно доказательств, и убийца вот-вот может оказаться на свободе. Это значит, что полетят звёзды с погон полицейских чинов. Арсеньев вынуждает Пашу «опознать» Архитектора как стрелявшего в него. | 18 апреля 2016 |
| 18      | Я — не он                   | Любимов объявляет Арсеньеву строгий выговор с занесением в личное дело из-за провала операции по убийце Архитектору. А Семёнова представил к присвоению очередного звания — майора. | 18 апреля 2016 |
| 19      | Самый безопасный район      | Паше присвоено звание майора — пора проставляться! Для «поляны» выбран ресторан Яворского, однако пока хозяин отсутствует, всем заправляет его помощник. Перед тем, как накрыть стол для полицейских, он предлагает Паше оградить его от бандитских наездов. Однако забывает сказать, что «наезжают» на него за долги по наркотикам… | 19 апреля 2016 |
| 20      | Свой человек                | Убита близкая знакомая Паши Вера. Перед смертью она звонила ему и просила о встрече, но он не смог вырваться. Расследование приводит к бывшей напарнице Веры по работе в ночном клубе. Она рассказала Павлу, что в клубе был убит предприниматель, однако в полиции до сих пор нет заявления об этом. | 19 апреля 2016 |
| 21      | Мент и полицейский          | К Любимову обращается его знакомый, предприниматель Латышев, с просьбой «разрулить» ситуацию: его дочь Ольга в ночном клубе познакомилась с неким Кириллом, и после нескольких встреч, поддавшись на его уговоры, одолжила ему сто тысяч евро. Парень скрылся с деньгами. Семёнов выясняет, что некий молодой человек охмуряет состоятельных девиц и под разными предлогами вымогает у них деньги. Зацепка для его поимки была одна: он ездит на дорогой иномарке и хвастается тем, что такая в городе одна. Хвастовство афериста и подвело. | 19 апреля 2016 |
| 22      | Он вернулся                 | В городском парке найден труп гражданина Голышева. После установления его личности выясняется, что он приехал из Новосибирска, где был кассиром преступной группировки и исчез вместе с деньгами. Исследовав характер ранений, Семёнов приходит к выводу, что убийца — Архитектор. Но Арсеньев запрещает Паше распространяться на эту тему, так как давно отрапортовал наверх о поимке убийцы… | 20 апреля 2016 |
| 23      | Крыша                       | Семенов продолжает искать убийцу по прозвищу Архитектор, который оставляет на местах преступлений свой фирменный знак — литеру «А». Майору ОСБ Кравцову не даёт покоя дорогостоящая иномарка, приобретённая Павлом явно с использованием служебного положения. Любимов решает временно отстранить Семёнова от дел. После проверки Кравцов не только снимает с Семёнова все подозрения, но и просит помощи в поисках убийцы его жены… | 20 апреля 2016 |
| 24      | Тень «Архитектора»          | Предприниматель Муса, недовольный увеличением дани, «заказывает» Фому через своего человека Архитектору. Но Фома опережает врага и наносит превентивный удар, убив Мусу и его людей. Перед смертью один из бандитов признаётся, что назначил убийце новое место встречи. Узнав об этом, Кравцов и Семёнов едут туда. К удивлению оперативников, к ним на встречу приходит… Вершинин. Ослеплённый яростью Кравцов расстреливает убийцу своей жены. Но вскоре Семёнову назначает встречу адвокат Вершинина и передаёт письмо погибшего. Оказывается, Вершинин, давно занимавшийся поимкой Архитектора, решил выдать себя за него, чтобы спровоцировать настоящего преступника на ошибку — даже ценой собственной жизни. | 20 апреля 2016 |
| 25      | Ложный ход                  | Семёнов от своего информатора узнает, что заключённый Попов когда-то прибегал к услугам Архитектора. Однако Попов отказывается выдать убийцу — взамен за наводку он требует устроить ему побег из тюрьмы. Семёнов отказывается, но Кравцов убеждает его согласиться — ведь это их единственный шанс задержать неуловимого убийцу. С помощью Фомы Семёнову удаётся инсценировать побег. | 21 апреля 2016 |
| 26      | Под подозрением             | Кравцов продолжает поиски Архитектора. Подозрение падает на Фому, школьного приятеля Семёнова, и Арсеньева. Семенов наводит справки о прошлом Арсеньева и понимает, что его начальник идеально подходит на роль Архитектора. Внезапно жену Семёнова Юлию задерживают за непредумышленное убийство наркомана, нападавшего на девушек… | 21 апреля 2016 |
| 27      | Под колпаком                | Следователь по делу Юли давит на Семёнова, угрожая обвинить его в причастности к убийству наркомана. Нужен хороший, а, значит, очень дорогой адвокат. На помощь приходит Фома — он предлагает Семёнову деньги, Паша вынужден согласиться. Арсеньев, поняв, что за ним идёт слежка, подстраивает Кравцову автокатастрофу. | 21 апреля 2016 |
| 28      | Семейные ценности           | Семёнов навещает в больнице Кравцова и признается ему в том, что проболтался Михайлову о слежке за Арсеньевым. Кравцов же теперь абсолютно уверен, что Арсеньев — и есть Архитектор. Арсеньев делает свой ход — он жалуется генералу Хохлову, намекая, что и тот может пострадать. Хохлов добивается увольнения Кравцова. | 22 апреля 2016 |
| 29      | Найти и уничтожить          | Кравцов объявлен в розыск — он застрелил полицейского ДПС. В это время Семёнов с Назаровым ждут Архитектора в засаде. На место встречи приезжает… Фома. Назаров стреляет в Фому и признается Семёнову, что он и есть Архитектор. Семёнову удается задержать коллегу-оборотня. Фома впадает в кому. Объявленный в розыск Кравцов неожиданно приходит сам и уничтожает убийцу своей жены — Архитектора. Ответным огнем патрульные расстреливают его. | 22 апреля 2016 |
| 30      | Приговор                    | На Невском происходит авария, в завязавшейся перепалке один из водителей выхватывает пистолет и тяжело ранит другого. Пострадавший оказывается сыном влиятельного чиновника, и Арсеньев бросает все силы на поиски стрелка. Семёнов подает рапорт об увольнении, но Михайлов не спешит его отпускать. Фома выходит из комы, а Любимова назначают новым замом начальника главка вместо пойманного на взятке генерала Хохлова. | 22 апреля 2016 |

### Сезон 2
| № серии | Название             | Описание серии | Премьера        |
| ------- | -------------------- | --- | --------------- |
| 1 (31)  | Вольный стрелок      | Прошло больше года после того, как майор полиции Паша Семёнов обезвредил легендарного убийцу по кличке Архитектор. Теперь Паша ушёл из органов и работает таксистом. Его жена Юля продолжает отбывать наказание за убийство напавшего на неё наркомана. Тем временем Петербург накрывает волна новых дерзких ограблений — двое неизвестных под видом гастарбайтеров грабят клиентов банка, снимающих крупные суммы наличных денег. Паша и его товарищ Лёха становятся жертвами очередного нападения. А в СИЗО от сердечной недостаточности умирает Латышев. Арсеньев подвёл себя под увольнение, на его место пришёл Семенчук. | 19 октября 2017 |
| 2 (32)  | Свидетель обвинения  | Разъезжая на такси по городу, Семёнов случайно замечает наркомана, главного свидетеля по делу его жены Юли. Семёнов безуспешно пытается задержать его. Осведомитель сливает Михайлову информацию о уголовном авторитете Барсукове, за которым уже давно охотится вся полиция города. Вскоре Михайлов задерживает его. Офицер спецслужб Тарасов с помощью предпринимателя Шалаева пытается поймать на взятке нового начальника РОВД Семенчука, но тот с помощью своих связей подставляет самого Шалаева. Люди Фомы ловят Антона и предлагают Семёнову сделку — обменять свидетеля на освобождение Барсукова из-под стражи. Тарасов инсценирует похороны Латышева, перевозит его в конспиративный загородный дом и оформляет новые документы. От своего куратора Латышев узнает, что Архитектор жив.                       | 19 октября 2017 |
| 3 (33)  | Покемон              | Михайлова назначают начальником отдела уголовного розыска центрального района. Первым делом в новой должности для него становится дерзкое убийство студента Егора — сына известного уголовного авторитета Аверьянова. Михайлов легко распутывает сложную загадку. Оказывается, Егора убил его однокурсник, затаивший на него обиду из-за того, что Егор быстрее товарища поймал покемона в виртуальной игре. Тем временем Тарасов предлагает Семёнову сотрудничество — он намекает Паше, что его погибший друг Назаров не совершал всех убийств, приписываемых Архитектору, и обещает содействие в освобождении Юли. Семёнов соглашается помочь новому расследованию. | 20 октября 2017 |
| 4 (34)  | Я всех спасу         | Тарасов убеждает Семёнова в том, что Назаров — не Архитектор, а настоящий убийца до сих пор на свободе. Михайлов обращается в банк с просьбой о кредите — бывшая жена требует денег. Михайлову отказывают, и в этот момент на банк совершается нападение. Несмотря на просьбы персонала, полицейский решает не рисковать жизнью ради банка, отказавшего ему в кредите, но активно берется за расследование. Фома возвращается в город. Он рад встрече со старым другом Семёновым, но ещё не догадывается о том, что пока он отсутствовал, братва решила от него избавиться и взять власть в городе в свои руки. | 20 октября 2017 |
| 5 (35)  | Простая работа       | После покушения Фома нанимает себе охрану. Он считает, что его заказал Рэмбо, и просит Павла найти его. По сведениям братвы, тот не мог покинуть Питер и скрывается где-то на Невском. Паше удаётся взять Рэмбо, и он передаёт его Фоме. Ограблена квартира адвоката Елены Навроцкой. Налётчики представились судебными приставами, но в одном из грабителей потерпевшая опознала некоего Шурика Немчинова… Семёнов встречается с Окунько, который сообщает Паше, что, оказывается, Рэмбо не заказывал Фому, а убийцы приходили за Пашей. | 20 октября 2017 |
| 6 (36)  | Мишень               | Ольга Латышева встречается с посредником и заказывает убийство Паши. Забродин (тесть Тарасова) сообщает Юрию, что тому предстоит повышение до заместителя начальника управления. Москва ждет результатов по Архитектору. Паша интересуется ограблением на Невском и встречается со скупщиком краденного Крохой. Тот сообщает, что один из грабителей умер от передозировки, а второй — Ряба — прячется у своей девицы. | 20 октября 2017 |
| 7 (37)  | Сутки                | В течение суток Павлу приходится выезжать на разные вызовы. В одном из домов в центре города заперся в квартире бывший муж молодой женщины, не сумевший открыть дверь из-за приступа на почве алкогольного отравления… Следующий вызов — на место драки, в ходе которой парень получил тяжёлый перелом, и Павел руководит поиском сбежавших зачинщиков потасовки… Группа аферистов обманывает пенсионеров. Одной из пострадавших оказывается подполковник милиции в отставке Костромина, которая и помогает задержать мошенников. Компания подвыпивших молодых людей, среди которых сын генерала Любимова, устраивает гонки по городу на машинах. После их задержания отец, «честный полицейский», вытаскивает сына из переделки.                                                                                        | 23 октября 2017 |
| 8 (38)  | Киллер номер один    | Латышев сообщает оперативникам электронный адрес Архитектора и получает от них новые документы на имя Латынина. Вениамина задерживают с пакетом наркотиков. Его мать просит Павла помочь ему. Павел встречается в допросной с Веней, но тот отказывается сдавать своих приятелей, которым нес наркоту. Получив электронный адрес Архитектора, Юрий Тарасов решает брать его на живца, сделав заказ «киллеру номер один» по электронной почте, готовит операцию по поимке Архитектора. Убийце устраивают засаду в отеле, но Архитектор догадывается о ловушке. | 23 октября 2017 |
| 9 (39)  | Праздника не будет   | После провала операции по аресту Архитектора генерал грозит Тарасову понижением по службе. Канун Нового года. Во время представления в городском сквере появляется мужчина с ружьем и хладнокровно расстреливает троих человек: спонсора праздника и актёров, игравших Деда Мороза и Снегурочку. Генерал Любимов даёт подчинённым только одни сутки на поимку преступника. Семёнов в это время навещает жену в колонии. Юля недовольна тем, что Новый год ей придётся встретить в тюрьме. Павел обещает, что скоро она выйдет на свободу. Однако всё усложняется после отстранения Тарасова: за Юлю больше некому просить. | 23 октября 2017 |
| 10 (40) | На крючке            | Семёнов задерживает известного афериста Финикова, давно разыскиваемого за мошеннические операции с недвижимостью. Арсеньев же с помощью старых связей добивается для Финикова освобождения из-под стражи под подписку о невыезде. Семенчук намекает Семёнову, что он может использовать «нестандартные методы» для тюремного ареста Финикова. Адвокат вдовы наркомана, погибшего от выстрела Юли, начинает шантажировать Семёнова — ведь Юля стреляла из личного пистолета Павла. Семёнов платит адвокату за отзыв иска, но тот хочет больше. | 24 октября 2017 |
| 11 (41) | Комбинация           | В городе происходят нападения на иностранных туристов с целью ограбления. Для раскрытия этих преступлений ФСБ привлекает полицейских. Но дело осложняется тем, что во время очередного нападения происходит убийство. Жертва — Игорь Левашов, человек Фомы, занимавшийся финансовыми операциями бандитов. Нападавшие забрали портфель жертвы с финансовыми документами. Теперь Фома не имеет доступа не только к своим финансам, но и к деньгам Артура, лежащим на счетах Фомы. Павел предполагает, что ограбления иностранцев происходят по наводке из гостиниц. | 24 октября 2017 |
| 12 (42) | Я тебя знаю          | Чтобы выиграть дело в суде о лишении Михайлова отцовских прав, его бывшая жена устраивает против него травлю в прессе. Любимов требует, чтобы Михайлов уладил отношения с женой, шумиха в прессе главку не нужна. Михайлов вынужден подписать разрешение на выезд детей за границу. В это время в центре Петербурга происходит дерзкое убийство — расстреляны молодые люди, выступавшие против незаконных парковок. Один из них в больнице сообщает Семёнову, что в них стрелял Архитектор. Паша ловит Архитектора, а после спасает от гибели Тарасова. | 24 октября 2017 |
| 13 (43) | Что было, то и будет | Андрей Михайлов и Павел Семёнов накрывают бордель, который крышует молодой участковый, старший лейтенант Огурцов. После его разгона полковник Семенчук находит на сидении своего автомобиля учебную гранату, подброшенную через разбитое боковое стекло… Вадим сообщает Юле, что она получит содействие по УДО, если организует на зоне концерт какой-нибудь знаменитости. По просьбе Юли Паша пробует договориться о концерте с Денисом Клявером, но директор певца отказывается от бесплатного выступления. Тогда Андрей и Паша угоняют у Клявера его шикарную машину. За её возвращение певец бесплатно отрабатывает концерт. | 25 октября 2017 |
| 14 (44) | Юбилей               | Ограблена съёмная квартира любовницы помощника вице-губернатора Максима Игнатьева. Похищены деньги и драгоценности из сейфа, а также картина, которую Игнатьев хранил у подруги. Ранее он занимался организацией выставок и после того, как подозрительный пожар уничтожил все картины, пытался получить деньги от страховой компании. Неожиданно Игнатьев приходит в полицию и признается, что деньги и драгоценности взял он сам, чтобы расплатиться с долгами. По камерам видеонаблюдения сыщики выходят на подозреваемых в краже картины, при задержании погибла девушка при борьбе с Семёновым. | 25 октября 2017 |
| 15 (45) | Один из нас          | Семёнов отстранен от работы на время служебного расследования, ему грозит уголовное дело. Новый начальник колонии, в которой отбывает наказание жена Семёнова, устанавливает свои порядки, и Павел больше не может посещать жену, как раньше. Сын Семёнова пускает в дом мошенницу, которая обещает устроить свидание с мамой в обмен на все сбережения. В отдел полиции обращается Кирилл Артамонов: он задолжал крупную сумму, ему угрожают убийством. Вымогателя решают брать с поличным. Денис Сомов бросается за вымогателем, пытающимся скрыться на машине, сталкивается с ним лоб в лоб и получает тяжёлую травму. Камеры видеонаблюдения показывают, что Сомов при задержании узнал вымогателя и не стал в него стрелять. Придя в себя, Денис Сомов сообщает, что вымогатель — полицейский из соседнего участка. | 25 октября 2017 |
| 16 (46) | За всё надо платить  | На Невском проспекте появились неуловимые карманники-«гастролёры». Полковник даёт понять Михайлову, что недоволен тем, что воришки до сих пор гуляют на свободе. Андрей обращается к бывшему оперу Андрееву. Тот, обиженный на систему, выбросившую его на обочину, отказывается помогать с поимкой карманников. Приходится обратиться к одному из уголовных авторитетов Ворчунову. Семёнов пытается договориться о свидании с Юлей. Охранник просит за это три тысячи долларов. | 26 октября 2017 |
| 17 (47) | Чужие грехи          | Чтобы перехватить торговцев оружием, Паша оформляется на работу грузчиком. Он засекает встречу продавцов и покупателей оружия и до приезда спецназа вступает с преступниками в бой. При аресте злоумышленников Паша забирает сто тысяч из тех пятисот, которые были предназначены для покупки оружия. Эти деньги ему нужны, чтобы заплатить за поездку сына с одноклассниками в Прагу. Во время следствия пропажа ста тысяч рублей всплывает, но Паша признаваться не спешит. Арестованные продавцы оружия сообщают, что появился очень состоятельный человек, которому требуется убийца. Не просто убийца, а именно «Архитектор». Заказчик готов уплатить миллион. Паша вызывается стать на время «Архитектором». | 26 октября 2017 |
| 18 (48) | Время жестоких       | Бывший охранник банка Чистяков объявлен в розыск за грабёж: он похитил содержимое банковской ячейки. Преступник засветился в областном городке, когда снял деньги по своей банковской карте. Андрей отправляет на задержание Чистякова Пашу. Там Паша становится свидетелем его ареста местными оперативниками. От них Паша узнаёт, что за поимку Чистякова объявлено вознаграждение в миллион рублей. На другой день прибывает наряд из Питера, чтобы перевезти Чистякова в северную столицу. Паша едет вслед за ними на своей машине. По пути трое неизвестных нападают на конвой, убивают сопровождающих и берут в плен Чистякова и Пашу. | 26 октября 2017 |
| 19 (49) | Буря                 | Из Ярославской колонии сбегает опасный преступник Олег Ерёмин, отбывавший наказание за наркотики. Андрей Михайлов признаётся Паше, что наркотики Ерёмину подбросил он. Для того, чтобы арестовать крупную банду, нужно было добиться полного признания Ерёмина — в то время осведомителя Михайлова. Теперь Ерёмин появился, чтобы отомстить, и сразу застрелил посадившего его судью. А Михайлову позвонил квартирант и попросил его приехать, чтобы разобраться с вещами на антресоли. Паша попытался предостеречь друга, но Андрей его не послушал и оказался в заложниках у Ерёмина. | 27 октября 2017 |
| 20 (50) | Симбиоз              | После гибели Бурого обострилось противостояние двух главных преступных группировок города — Фомы и Артура Власова. Оба претендуют на место «смотрящего». На помощника прокурора по надзору за полицией Трифонова нападают двое хулиганов и отбирают портфель. Трифонов признаётся Паше, что в портфеле, кроме большой суммы в валюте, были документы с грифом «секретно», за потерю которых ему грозит увольнение. Паша соглашается попытаться задержать бандитов за крупную сумму. Трифонов обещает оставить в покое владельца ресторана на пароходе, который обращался к Паше за помощью. Семенчук предлагает Фоме помощь в противостоянии с Власовым в обмен на то, чтобы тот освободил район от всей мелкой «шушеры».                                                                                                | 27 октября 2017 |
| 21 (51) | Опознание            | Оперативники никак не могут поймать двух грабителей, которые нападают на курьеров интернет-магазинов. Паша напоминает Андрею, как Фома занял главное положение в центральном районе: его конкуренту Власову Андрей подбросил в машину пистолет. Власов приказывает своему адвокату «решить» вопрос с его освобождением. Свидетели из спецслужб, следившие за Власовым, отказываются от данных ранее показаний и не опознают его… Просчитав действия грабителей курьеров, Паша ловит их с поличным. Андрей сообщает Семёнову, что Власов на свободе. Теперь, как и предупреждал Паша, опасность грозит им обоим — Власов не простит тех, кто пытался его посадить. | 27 октября 2017 |
| 22 (52) | Кого хочешь выбирай  | Арсеньев придумывает, как решить проблемы Власова. Надзирательницы обнаруживают у Юли мобильный телефон, и она попадает в карцер с невыносимыми условиями содержания. Паша бросается к начальнику тюрьмы, и тот предлагает ему выбор: или Паша должен ликвидировать своего друга Фому, или его жену Юлю сгноят в карцере. Убит журналист, который писал книгу про Архитектора. | 27 октября 2017 |
| 23 (53) | Награда для героя    | Павел тщательно готовит убийство Фомы. Он за городом отрабатывает навыки стрельбы, прячет оружие в бачке туалета в ресторане и назначает там встречу старому другу. Но в последний момент Паша не может сделать выстрел. Начальник охраны показывает Фоме видеозапись с камеры наблюдения, на которой видно, как Семёнов прячет оружие. Начальник сообщает Фоме, что подменил патроны на холостые. В городе появляется новый аферист. Представившись местному предпринимателю Каримову полковником Семенчуком, он за взятку обещает включить Каримова в список награждённых оружием. Павел и Андрей устанавливают его личность — Альберт Сухарев. Выясняется, что Сухарев связан с бывшим начальником ОУРа, полковником полиции в отставке Евгением Арсеньевым. Семёнов решил убить начальника тюрьмы.                   | 19 февраля 2018 |
| 24 (54) | Похищение            | В отделение полиции приходит 13-летняя Катя Капитонова и заявляет, что её маму похитили. Муж женщины факт похищения отрицает, но потом признаётся, что преступники запретили ему вмешивать полицию, угрожая убить жену. Семёнов убеждает Петра Капитонова, что они знают, как действовать в подобных случаях. На передачу денег Петр отправляется в сопровождении опергруппы, но за деньгами никто не приходит, а вскоре находят труп Ирины. Максимов из управления собственной безопасности подозревает Семёнова в убийстве Бартенева. | 19 февраля 2018 |
| 25 (55) | Слепая зона          | Во время налета мигрантов из Средней Азии на супермаркет погибает охранник Левчук. Пастухов поручает это дело Паше. Убийство вызывает огромный резонанс в обществе и успокоить толпу протестующих около магазина мигрантов удается лишь с помощью Семенчука, привлёкшего для этих целей своего давнего товарища — лидера среднеазиатской общины Истама. Семенчук с помощью Паши пресекает попытку похищения жены мигранта Омона, подозреваемого в убийстве Левчука. Оказывается, за своего сотрудника хотел отомстить Угрюмов, директор ЧОПа, охранявшего супермаркет. | 20 февраля 2018 |
| 26 (56) | Сволочи              | Оперативники из соседнего района застрелили в перестрелке четверых уголовников во время передачи выкупа. Но полковник Малышев, руководивший задержанием, рассчитывал, что деньги будут настоящие, а оказалось — фальшивые. Тогда он передал их Самосаду, чтобы тот реализовал «левые деньги». При попытке расплатиться в кафе фальшивой купюрой был задержан Василий Шпонов. Тем временем поступила информация о готовящемся сбыте крупной партии фальшивок. Тарасов предлагает Семёнову сделку: Паша помогает в поисках Архитектора, а Юра — закрывает глаза на собранный компромат на Михайлова и Завьялову. | 20 февраля 2018 |
| 27 (57) | Выхода нет           | Арсеньев работает на Аверьянова и должен убрать Алексея Фомина, его конкурента. Артёму, бывшему мужу Завьяловой, когда-то служившему в спецотряде снайпером, заказывают убийство. Но кого? Двое неизвестных избивают Арсеньева, и расследование поручают Павлу. Павел считает, что нападение — это инсценировка. Павел спасает Фомина, которого собирался застрелить начальник службы безопасности. Артём выполняет свой «заказ» и убивает Власова. Любимов получает предложение от Мясницкого занять его место. | 21 февраля 2018 |
| 28 (58) | Это был ты           | Михайлова вызывают к прокурору, требующему немедленно закрыть дело против Арсеньева. Под давлением обстоятельств Семенчук одобряет закрытие дела, но напоминает, что Любимов ждёт от него результатов — необходимо «дожать» Арсеньева. Тем временем Тарасов с помощью своего знакомого на ТВ запускает «утку» о том, что Семёнов знает подробности журналистского расследования Бадаева. Таким образом Тарасов рассчитывает спровоцировать людей из окружения Архитектора на активные действия. Архитектор убивает Тарасова. Любимов становится начальником Главка и выдворяет Арсеньева из страны. | 21 февраля 2018 |
| 29 (59) | Ультиматум           | Генерал Забродин требует ускорить расследование убийства своего зятя Тарасова. Семёнов помогает составить фоторобот нападавшего — возможно, это и есть Архитектор, которого давно считают погибшим. Михайлов убеждает Семёнова в своей непричастности к организации роковой встречи с незнакомцем — их обоих явно подставили, чтобы поссорить. Тем временем в тюрьме Юле подкидывают наркотики, и её освобождение по УДО становится невозможным. Интриги вокруг Семёнова нарастают, но внезапное задержание им банды грабителей не даёт возможности генералу Любимову окончательно отстранить Семёнова. | 22 февраля 2018 |
| 30 (60) | Кто ты?              | Спустя 20 лет полиция обнаруживает захоронение неопознанных трупов. Знакомый опер передаёт Семенчуку его милицейский жетон, найденный рядом с умершими. Семенчук признаётся другу, что тогда вывез пару рецидивистов-автоугонщиков, убивших родителей Семёнова, и расстрелял, так как не мог доказать их причастность к смерти родителей Паши. Тем временем в тюрьме следователь ОСБ Местецкий предлагает Юле Семёновой сделку — дать показания против одного из высших полицейских чинов о причастности его к торговле наркотиками в обмен на снятие с неё обвинений и освобождению по УДО. | 22 февраля 2018 |
| 31 (61) | Задержание           | Аверьянов находит Арсеньева, который прячется за границей, и требует, чтобы тот вернулся в Питер, иначе пострадают его жена и сын. Арсеньев просит помощи у Семёнова, обещая назвать заказчика покушений на Фому. Михайлов расследует убийство пяти предпринимателей, пытавшихся обменять крупные суммы на биткоины через фирму-фальшивку. Но первым преступников находит Махов и решает присвоить все деньги себе. Семёнов помогает Арсеньеву освободить его жену. После этого следствие берется за самого Семёнова, которого подозревают в пособничестве бандитам. | 23 февраля 2018 |
| 32 (62) | Фото на память       | Забродин хочет рассказать Павлу кое-что о его отце, но во время встречи их подстерегает Бударин и пытается расстрелять из снайперской винтовки. Семёнова и Забродина спасает Семенчук. Он увозит их в загородный дом и рассказывает правду об Архитекторе. Арсеньев через шантаж Любимова возвращает себе место в полиции. Паша получает пулю от полицейского при попытке остановить ограбление Вени. | 23 февраля 2018 |

### Сезон 3
| № серии | Название          | Описание серии | Премьера        |
| ------- | ----------------- | --- | --------------- |
| 1 (63)  | Входной билет     | Паша, которому чудом удалось выжить, собирается вернуться в полицию. Фома отговаривает его и предлагает место начальника службы безопасности в своей компании. На должность начальника полиции претендует Роман Малышев. Он обращается к полковнику Арсеньеву, который просит крупную сумму за «входной билет». У предпринимателя-строителя Зюзина городская администрация в лице замглавы района Волкова требует «откат». Зюзин отказывается, и его стройку замораживают, а Волков находит более сговорчивого подрядчика. Зюзин, доведённый до отчаянья угрозами в свой адрес и в адрес дочери Инги, врывается в ресторан, где Волков ведёт переговоры, и выстрелом из ружья убивает его, а затем скрывается. Жанна, девушка по вызову, даёт Павлу наводку на место, где прячется Зюзин. Туда направляется Арсеньев с Малышевым и Жанной. Арсеньев предупреждён, что Зюзин может дать показания, крайне невыгодные для городской администрации. Павел пытается помочь вышедшей на свободу Юле адаптироваться к новой жизни. Сам он понимает, что не сможет работать под начальством Арсеньева, и принимает предложение Фомы. | 11 февраля 2019 |
| 2 (64)  | Простой вопрос    | Сотрудники ДПС останавливают VIP-такси и в портфеле у пассажира — крупного предпринимателя — находят пакет с наркотиками. В должности начальника безопасности у Фомы Павел выявляет слабые места в работе прежнего начальника, Тучкова. Фома решает уволить Тучкова, но Павел уговаривает пока его оставить — он не хочет нажить себе врага. Предприниматель, попавшийся на наркотиках, оказывается другом Фомы. Фома просит Павла договориться со следователем по этому делу, Машей Завьяловой, подругой Андрея Михайлова. Он предлагает ей деньги за развал дела. | 11 февраля 2019 |
| 3 (65)  | Взрыв             | У Фомы разгорается конфликт с Якутом, который распространяет на Невском дешёвые наркотики. Якут встречается с Малышевым и предлагает долю в этом деле. Павел пытается задержать случайного прохожего, в котором узнал по ориентировке возможного преступника, но сам оказывается в полиции. Ему дают понять, что здесь он уже чужой. Вернувшись на место стрельбы, Павел находит гильзу, которую передаёт на экспертизу Михайлову. На гильзе — отпечатки некоего Пармезана, находящегося в розыске. Люди Михайлова вычисляют квартиру, в которой тот остановился. Выясняется, что последний номер, на который Пармезан звонил по городскому телефону, находится в офисе Фомы. Михайлов считает, что убийца по заданию Арсеньева должен убрать Фому. Павел предупреждает Фому об опасности. | 12 февраля 2019 |
| 4 (66)  | Нина              | Фома хочет получить тендер на реставрацию зданий в центре города, но новый руководитель района Бабич уже обещал тендер Арсеньеву. От Михайлова требуют информации о деятельности Фомы. Арсеньев находит слабое звено Фомы, это — Юля, жена Павла. Нина, которую Юля избила, написала на неё заявление, но ему пока не дали ход. Павел, в свою очередь, находит компромат на Бабича — фото его встреч с проститутками. Когда люди Фомы уже встречаются с Бабичем, чтобы надавить на него, Арсеньев сообщает Павлу, что закроет дело Юли в обмен на тендер. Но единственный способ закрыть дело Юли — заставить Нину не давать показаний. | 12 февраля 2019 |
| 5 (67)  | Линия защиты      | Павла и Юлю допрашивают по делу об убийстве Нины: пока они единственные подозреваемые. В отличие от Павла, у Юли нет алиби. Павел просит Фому обеспечить ей алиби, сказать, что в тот вечер она была с ним в кафе. Фома соглашается. Запись разговора Фомы и Павла оказывается у Михайлова. Тучков оставляет себе копию записи, как Фома и Юля действительно встречались в кафе, но не сказали об этом Павлу. Михайлов осматривает место убийства Нины и находит метку «Архитектора». В ходе следственного эксперимента захватывают в заложники Завьялову. Паша помогает Андрею спасти Машу. | 13 февраля 2019 |
| 6 (68)  | Днюха             | В номере гостиницы находят тело Борисова Михаила Петровича, из номера пропала крупная сумма. Убит охранник, пытавшийся задержать убийцу, и случайный свидетель. В номере у Борисова была проститутка и остались наркотики. Денис Сомов знает дилера и обещает дать наводку на девушку. Фома встречается в офисе со своим финансовым консультантом Гартманом, который в курсе всех его дел. После встречи служба безопасности обнаруживает прослушку в кабинете Фомы. Павел решает устроить проверку Гартману, чтобы выяснить, не работает ли он на полицию. | 13 февраля 2019 |
| 7 (69)  | Молодые волки     | Бабич берет деньги у коммерсанта Колесникова в обмен на обещание, что его фирма получит подряд на ремонтные работы, но тендер не обеспечивает. Коммерсант, снявший на видео факт передачи денег, угрожает чиновнику. Фоме приходится проучить Колесникова. Тогда Колесников обращается за помощью к знакомому адвокату — он собирается убрать Фому. Адвокат поручает дело двум парням, на совести которых уже есть убийство в районе, где живёт Павел. Начальник местного отделения полиции вручает Павлу ориентировки на этих отморозков. | 14 февраля 2019 |
| 8 (70)  | Частный заказ     | У сына генерала Любимова украли две фуры с финским алкоголем. Любимов не может проводить официальное расследование, так как груз нелегальный. Он обращается за помощью к Михайлову. В это время Маша Завьялова выезжает на место преступления — обычная бытовуха. У неё нет времени искать понятых, так как вся группа уезжает на новое место преступления. Маша находит подставных, но адвокат это выясняет. Дело берётся под контроль. Арсеньев лишает лицензии одну из охранных фирм Фомы. Фома решает мстить и устраивает пожар в ночном клубе, принадлежащем Арсеньеву. Павел узнает, что Нина была беременна. И хоть он не уверен, что это был его ребёнок, он решает, что должен поймать того, кто совершил убийство от имени «Архитектора». | 14 февраля 2019 |
| 9 (71)  | Основная задача   | Михайлов выезжает в область на задержание преступника Лехи Финна, находящегося в розыске, и успешно его задерживает. Семёнов изучает биографию Тучкова, так как подозревает, что кто-то пытается его подставить — убийство Нины и сотрудников ДПС говорят в пользу его версии. Семёнов выясняет, что Тучков во время службы в армии убил своего сослуживца, но дело таинственным образом замяли. Семёнов и Фома решают устроить ему проверку. Денис Сомов приходит к своему дилеру за очередной дозой «лекарства», там его поджидают сотрудники полиции, которые вымогают деньги у поставщика наркотиков. Денис убивает обоих. Вскоре ориентировка с его фотороботом поступает в его же отдел. Михайлов пытается помочь Маше замять дело с подставными понятыми. Максимов даёт установку Тучкову следить за Фомой и собирать компромат. | 15 февраля 2019 |
| 10 (72) | Эксгумация        | Полковник предлагает Маше свою помощь в закрытии дела — она должна «занести» ему двадцать тысяч. Маша срочно ищет деньги и обращается за помощью к Семёнову. Денис арестовывает убийцу Пармезана, работающего на Фому. У органов большие ставки на его показания, и Пармезана тщательно охраняют. Он соглашается на сделку со следствием и готов сдать Фому в обмен на защиту. Фома просит Пашу организовать побег Пармезана. На могиле родителей Пашу застаёт бывший коллега, ныне полковник ФСБ Максимов, который рассказывает, что их гибель могла быть инсценировкой, поскольку отец Паши и есть Архитектор. | 15 февраля 2019 |
| 11 (73) | Козырь в рукаве   | Семёнов переживает из-за результатов ДНК. Не зная теперь, кто его отец, Семёнов начинает пить. Юля жалуется на мужа Фомину, тот обещает помочь им уехать в отпуск, чтобы они смогли наладить отношения. Михайлов планирует взять Душмана, лидера ОПГ, промышляющего заказными убийства. Для этого он выпускает из тюрьмы Веню, соседа Семёнова, из-за которого тот однажды чуть не умер. Веня хочет стать убийцей и связывается с Душманом. Михайлов устанавливает за Веней слежку. Веня проникает в дом Семёнова и, угрожая пистолетом, заставляет Юлю отдать все деньги, отложенные на отпуск. | 18 февраля 2019 |
| 12 (74) | Мусор             | Семёнов помогает бывшим коллегам задержать квартирного афериста. Фома безуспешно пытается наладить контакт с новым главой района, бывшим работником ФСИН Матюхиным. Однако принципиальный чиновник отказывается пускать преступный бизнес в район, и тогда Фома заставляет главу коммунальной службы прекратить вывоз мусора с Невского. Внезапно неизвестные похищают дочь Матюхина. Чиновник убеждён, что это происки Фомы. | 18 февраля 2019 |
| 13 (75) | Мера пресечения   | По приказу Фомы Семёнов и Тучков выбивают долг у мелких залётных бандитов. В ходе разборки Семёнов снова спасает жизнь Тучкову и сам получает ранение. Тучков в беседе с Максимовым высказывает сомнение в вине Семёнова, но Максимов жёстко ставит его на место и требует продолжать разработку объекта. Помогая своей соседке, ставшей жертвой медцентра, навязавшего ей кредит в банке «Пальмира», Семёнов и Тучков попадают в плен к службе безопасности банка. Но Михайлов спасает друга, поставив под угрозу полицейскую операцию по разработке банка, который «крышует» Арсеньев. | 19 февраля 2019 |
| 14 (76) | Общак             | Благодаря Максимову, который уверен, что Семёнов не убивал Пастухова, Пашу освобождают из-под стражи. Семёнов нужен Максимову на свободе, чтобы поймать Архитектора. Максимов даёт Семёнову фотографию человека, чей ДНК полностью совпал с его ДНК — это Семенчук. Максимов уверен, что Семенчук жив и знает, что Паша его сын, поэтому каждый раз его спасает, убивая тех, кто угрожает Паше или шантажирует его. Преступный авторитет Пахом поручает Фомину хранить бандитский общак. Все понимают, что Фома — преемник Пахома, а это не устраивает Байкала. Он приходит к Арсеньеву и просит помочь ему «свалить» Фомина. | 19 февраля 2019 |
| 15 (77) | Внутренние органы | Семёнов уверен, что Юля обманывает его с Фомой, но они оба отрицают измену. Фома рассказывает Семёнову, что у него роман с певицей из ресторана, которую он случайно спас от бандитов. Семенов не верит в такие случайности и просит Михайлова всё узнать об этой девице. Михайлов выясняет, что у певицы поддельный паспорт, а сама она давно в розыске у Интерпола. В главк приезжает комиссия, цель которой убрать Любимова с должности по указке заместитель министра МВД, однокашника Арсеньева. Любимов понимает, откуда ветер дует, и требует у Шубина компромат на Арсеньева. | 20 февраля 2019 |
| 16 (78) | Западня           | Веня продолжает скрываться. Обиженные им бандиты приходят к матери Вени и требуют продать квартиру в счёт уплаты его долга. В отчаянии она обращается за помощью к Семёнову, но тот отказывает, потому что уверен в тщетности борьбы с «шестёрками», за которыми явно стоят влиятельные люди. Тогда мать обращается за помощью к Фоме. Юля, приняв за Веню похожего юношу и опасаясь за сына Сашу, оглушает незнакомца бутылкой по голове прямо в супермаркете. Фома помогает освободить Юлю, опередив в этом Семёнова. Под воздействием затянувшегося стресса Юля подаёт на развод и переезжает в съёмную квартиру. Во время западни Веня ранил Михайлова. | 20 февраля 2019 |
| 17 (79) | Приманка          | После разрыва с Юлей и ухода от Фомина Семёнов остаётся один. Внезапно неизвестные похищают его и под пытками пытаются заставить выдать секреты Фомы. Семёнов молчит и выбирается из плена. Только тогда он узнаёт, что это была проверка, подстроенная самим Фомой. Бывшие коллеги обращаются к Семёнову за помощью. В районе одного за другим стали расстреливать таксистов. Все жертвы работали в одном автопарке. Согласившись стать приманкой для убийцы, Семёнов задерживает преступника, который оказывается обиженным соседом по даче владельца автопарка. | 21 февраля 2019 |
| 18 (80) | Развод            | Денис Сомов по приказу Арсеньева с помощью нанятых гопников ночью в подворотне избивает Тучкова. Семёнов встречается в кафе с женой, чтобы обсудить детали предстоящего развода. Он пытается отговорить её, но Юля тверда в своём решении. У Василия в больнице возникает версия, что его избили специально, чтобы в отсутствие Семёнова убрать от Фомы на время готовящегося нападения. Тучков звонит из больницы Семёнову, чтобы тот предупредил Фому об опасности. Но Семёнов отказывается что-либо предпринять, он теперь сам по себе. Кроме того, Фому охраняют надёжные люди, которых лично отбирал Семёнов, так что бояться нечего. | 21 февраля 2019 |
| 19 (81) | Лицом к лицу      | Фома, Семёнов и Юля спасаются от преследования в загородном доме. Фома предлагает Юле уехать из страны после того, как он решит все проблемы. Семёнов встречается с Арсеньевым и сообщает ему, что общак, «переведённый» в бриллианты, находится не у Фомы, а у Байкала. Арсеньев удивлён, что Семенов ничего не требует взамен за такую ценную информацию. Байкал предупреждает Пахома, что если Фома «слился», то за общак придётся отвечать Пахому. У Пахома появляется версия, что вся мутная история с общаком может быть провокацией органов, чтобы рассорить бандитов, и поэтому Фома ему нужен живой и невредимый. | 22 февраля 2019 |
| 20 (82) | Летальный исход   | По результатам служебной проверки полковника Арсеньева увольняют из органов внутренних дел за «развал работы во вверенном подразделении и утрату контроля за оперативным составом». На допросе Захаров признается Семёнову, что просто хотел ему помочь, убивая тех, о чьей смерти мечтал Семёнов. Арсеньев в ресторане передаёт главе комиссии по борьбе с коррупцией Веселовскому полмиллиона долларов, чтобы сохранить прежнюю должность. После получения взятки Веселовского задерживают. Арсеньев задействует все свои связи «в верхах», чтобы не потерять свою должность. Любимов предлагает Арсеньеву написать рапорт об увольнении. Шубин предлагает Фоме сделку: обеспечение безопасности в обмен на информацию о преступном мире Питера, ведь Байкал уже выходит на свободу, и ему грозит опасность. | 22 февраля 2019 |

### Сезон 4
| № серии  | Название                        | Описание серии | Премьера        |
| -------- | ------------------------------- | --- | --------------- |
| 1 (83)   | Чёрная полоса                   | После смерти Фомы на Невском начинается преступный беспредел. Новый начальник УМВД Центрального района Маркин возвращает на службу Михайлова в должности своего заместителя. В свою очередь Михайлов рекомендует Любимову вернуть в управление и Пашу Семёнова. Тот рассказывает об этом предложении Семенчуку, который советует вернуться в полицию. Семенчук планирует сделать из Семёнова нового Архитектора, и служба в органах может стать отличным прикрытием. Но Паша отказывается работать с Семенчуком. | 25 февраля 2020 |
| 2 (84)   | Ликвидация                      | Уголовный авторитет по кличке Батя хочет занять место Фомы на Невском. Для этого он похищает Семёнова, потому что уверен — тот знает, куда делся бандитский общак, доверенный на хранение Фоме. Семёнова освобождает СОБР, но Батя грозит уничтожить его и его семью. Семенчук предлагает Семёнову избавиться от Бати, но Семёнов решает это сделать сам и чуть не погибает. Семенчук его спасает, убив всех бандитов. | 25 февраля 2020 |
| 3 (85)   | Пришёл, увидел, победил         | Семёнов возвращается в полицию на должность начальника уголовного розыска и сразу же раскрывает серию квартирных краж. Сомов недоволен — он сам претендовал на эту должность и теперь видит в Семёнове конкурента. Тучков, которого назначили на должность начальника УСБ главка, тоже против назначения Семёнова. Он считает, что Паше с его преступным прошлым нечего делать в полиции. Но Любимов на стороне Семёнова. У Юли в магазине завёлся мелкий воришка. Полиция не может его найти, и Семёнов просит одного из знакомых Фомы — Макса — помочь Юле. Тот привозит воришку к Юле с переломанными руками. Юле нравится такой подход, а Максу понравилась Юля. | 26 февраля 2020 |
| 4 (86)   | Ничья                           | Семёнов и Михайлов сталкиваются с переделом преступной собственности на Невском после смерти Фомы. Конфликт между владельцем подпольного казино Самвелом и начальником ЧОПа Офицером приводит к смерти двух охранников. Семёнов инициирует преступную разборку между Самвелом и Офицером, в результате которой оба погибают. Семёнов уверяет Михайлова, что он ни при чём. Макс приглашает Юлю в бар «Три кабана» встретить Новый Год и вспомнить Фому. Юля соглашается. | 26 февраля 2020 |
| 5 (87)   | Последний бой                   | Спортсмен-рукопашник Кирилл Зайцев участвует в подпольных боях без правил, чтобы поправить финансовое положение семьи. Случайно, защищая прохожего, он убивает нападавшего и скрывается с места преступления. Его разыскивают Семёнов с операми, но Зайцев сдаваться не собирается — у него скоро решающий бой, а на кону огромный выигрыш. Семёнову удается задержать Зайцева, но тот ранен в ногу и драться не может. Семёнов решает драться вместо него. Макс приводит Юлю на бой без правил, где та видит на ринге Пашу, которого сильно избивает огромный противник. | 27 февраля 2020 |
| 6 (88)   | Судный день                     | Сын банкира Мальцева сбил на джипе женщину с детьми и скрылся с места ДТП. Его отец при помощи адвоката Самохина пытается отмазать сына от тюрьмы. Неизвестный убивает адвоката и угрожает смертью банкиру, его сыну и судье Маевской, которая выпустила парня на свободу. Семёнов подозревает, что это — Архитектор, ведь убийца оставил на месте преступления букву «А», и требует объяснения у Семенчука. Тот рассказывает Паше, что у него есть напарник, последний из его боевой группы — Ладыгин. Михайлов выясняет у мужа погибшей женщины, что тот делился своим горем с соседом. Михайлов отправляется к тому домой и выясняется, что это и есть Ладыгин. В это время Семёнов узнаёт, что за рулём джипа сидела дочь судьи Маевской, и понимает, что Ладыгин теперь отправится убивать её.                                | 27 февраля 2020 |
| 7 (89)   | Чёрное и белое                  | Семёнова отстраняют от службы за использование оружия во время нападения на него бандитов, и направляют к психологу Кате Савицкой. Та поддерживает решение руководства. Шубин узнаёт, что бандит Леший планирует разборку со своим напарником, и, чтобы предупредить преступление, просит Сыркова организовать за Лешим наблюдение. У Савицкой наркоманы крадут сумку с документами, она просит о помощи Семёнова. Он находит преступников, но во время задержания двое из них погибают. Катя в шоке от жестокости Паши и оставляет своё решение об отстранении его от службы в силе. Лешему с бандитами удается сбежать от Шубина, они захватывают заложников в кафе. Туда приезжает Семёнов и узнает, что Любимов отдал приказ на штурм. В это время в кафе проникает Семенчук, убивает бандитов и оставляет на стене букву «А». | 28 февраля 2020 |
| 8 (90)   | Приговор                        | Полиция ищет неизвестного спасителя. Семёнов, освобождённый от службы, возвращается на ринг боёв без правил, чтобы заработать на новую машину. Случайно его фотография попадает к Тучкову, который предупреждает Пашу: если в полиции узнают, чем он занимается, его сразу же уволят. Маркин требует у Михайлова, чтобы тот придумал, как вернуть Семёнова на службу. Захаров нападает на Завьялову, в которую был давно влюблён, той удается сбежать, тяжело его ранив. Семёнов находит раненного Захарова. Защищаясь, Семёнов убивает его, а пистолет выбрасывает в воду. | 28 февраля 2020 |
| 9 (91)   | Простая формальность            | В СМИ сообщают о дерзком убийстве Евгения Белорябова, одного из соратников погибшего Фомы. Вскоре выясняется, что в роли убийцы выступил Семёнов, и благодаря его участию удалось задержать заказчика убийства — конкурента Белоярова, претендовавшего на часть недвижимости Фомы. Глава фирмы, в которой работает сын Любимова, пытается воспользоваться им как крышей для доставки в Петербург контрабандного товара, но Любимов-младший сообщает отцу, и контрабандистов задерживают. Юля становится одной из трёх главных наследниц состояния Фомы. Прибывший из Москвы авторитет Тагил и его напарник из Питера Шахтёр пытаются заставить её отказаться от своей доли. Но Юля идёт на принцип: теперь против неё весь преступный Петербург.                                                                                   | 2 марта 2020    |
| 10 (92)  | Мясники                         | По просьбе знакомой проститутки Семёнов пристраивает в хороший салон девятнадцатилетнюю Олю Ткаченко, недавно приехавшую в Питер. Шахтёр угрожает Юле и требует переписать наследство Фомы на него. Юля понимает, что ей нужна охрана, но все ЧОПы отказываются с ней работать. Тогда Юля оформляет завещание в пользу государства. Трое собровцев после задержания опасного преступника решают расслабиться на даче и вызывают Олю, изуродованный труп которой Семёнов с Окунько находят утром на окраине города. Хозяйка салона даёт контакты одного из собровцев. Их задерживают, но вскоре выпускают под подписку о невыезде. Дело, скорее всего, закроют, и Семёнов решает сам расправиться с «мясниками». | 2 марта 2020    |
| 11 (93)  | Никаких правил                  | Убит бывший напарник Фомы Мохнатов, занимавшийся перевозкой наркотиков в элитном такси. Его заказал Ветренский, Саня Ветерок. Семёнов ищет убийцу. Завьялова в отпуске знакомится с Панкратовым, которого видит приехавший её встречать Михайлов. Он «пробивает» нового знакомого Маши по базам и выясняет, что у того уголовное прошлое. Сашу избивают в школе хулиганы. Юля просит Ежова решить проблему. Семенчук учит Семёнова разным приёмам рукопашного боя. На сдаче зачёта по физподготовке Семёнов поражает Михайлова своим умением. Сопоставив факты, тот начинает подозревать друга в причастности к Архитекторам. | 3 марта 2020    |
| 12 (94)  | Исчезновение                    | Чтобы задержать Бегунова, отмывающего деньги уголовных авторитетов, Семёнов публикует объявление о продаже его ноутбука со всеми данными. На это объявление клюёт основной партнёр Бегунова. Шаровар хочет избавиться от всех акционеров водочного завода, но Юля отказывается продавать свои акции. Тогда Шаровар устраивает на Юлю покушение. Шахтёр, узнав об этом, приказывает нейтрализовать убийц и запрещает Шаровару трогать Юлю. Семёнов помогает Юле выкупить все акции и сдать Шаровара полиции. Любимов хочет помочь сыну с работой, но тот неожиданно исчезает после визита к родителям. | 3 марта 2020    |
| 13 (95)  | Где мой сын?                    | Семёнов и Михайлов занимаются поисками Жени, сына Любимова. Но найти парня нигде не удаётся. Семёнов занимается делом о похищении жены. Заявитель Сергей и помогает ему выйти на след Жени. Завьялова случайно сбивает бомжа, на неё собираются завести уголовное дело. Михайлову удаётся решить проблему, но Завьяловой нужно написать заявление об уходе. На набережной находят труп, Любимов едет на опознание. | 4 марта 2020    |
| 14 (96)  | Петля                           | Тарханов, директор фирмы по продаже телефонов, принадлежащей Юле, просит её помочь побыстрее провести товар через таможню. Когда Семёнов узнает, что Тарханов действует по указке Шахтёра, он сообщает об этом знакомым полицейским. Выясняется, что в телефонах Тарханова — наркотики. Шахтёр с Тархановым решили подставить Юлю. Ладыгин случайно становится свидетелем ограбления сельского магазина и убивает преступников. Кассирша узнаёт его по ориентировке. На поимку Ладыгина отправлен спецназ ФСБ. Семенчук просит Семёнова помочь ему вытащить Ладыгина из окружения спецназа. Юля из ТВ-репортажа узнает, что помогла полицейским предотвратить поставку в город наркотиков. Шахтёр, узнав, что его план с Юлей не сработал, убивает Тарханова.                                                                      | 4 марта 2020    |
| 15 (97)  | Сопутствующие потери            | Семёнов не может простить Семенчуку смерть омоновцев, которых убил Ладыгин при задержании. Семенчук передаёт каждой семье погибшего по три миллиона рублей. Михайлов расследует убийство женщины и ограбление её квартиры наркоманами, один из которых представился участковым. Сомов узнаёт, что наркоману Корнилову дал форму бывший опер главка Паленко. Тот самый, которого Сомов в своё время подсадил на наркотики. Шахтёр начинает убивать конкурентов, чтобы получить абсолютную власть в городе. Сырков вместе с Арсеньевым придумывает схему, как остановить Шахтёра. | 5 марта 2020    |
| 16 (98)  | Я всё про вас знаю              | Вернувшийся из-за границы Гартман, бывший финансовый консультант Фомы, шантажирует Юлю, требуя у неё половину наследства Фомина. Шубин после увольнения из органов с трудом находит работу охранника в ночном клубе. Увидев там двух преступников, которых давно разыскивают областные полицейские, он их задерживает. Начальство клуба недовольно его действиями. Кельт и Свая по наводке Гартмана готовят очередное ограбление компании Юли, но Семёнов вычисляет их местонахождение и во время задержания убивает. Семёнов решает расправиться с Гартманом, но тот уже убит. Это сделал Шаровар. Шаровар показывает Юле фото убитого Гартмана и предлагает дружбу и сотрудничество. Юля соглашается. | 5 марта 2020    |
| 17 (99)  | Бойня                           | Белорябов собирается с беременной женой покинуть страну, чтобы избежать грядущего уголовного передела. Святского назначают на место Шубина в главке. Генерал Сырков поручает ему взять контроль над бизнесом успешного предпринимателя Виноградова, друга Михайлова. В одном из кафе города наркоман из автомата расстреливает посетителей, тяжело ранен и Белорябов. Следствие считает, что это именно он был целью преступников. Семёнов выходит на след убийц устроивших бойню, бандитов Лысого и Ирокеза и выясняет, что Белорябова заказала жена. Поняв, что Лысый и Ирокез могут избежать заслуженного наказания, Семёнов сам убивает преступников, оставляя рядом со снайперской винтовкой букву «А». | 6 марта 2020    |
| 18 (100) | Посредник                       | Вера Любимова не теряет надежды найти сына и обещает заплатить пять миллионов рублей тому, кто ей поможет. На объявление откликается бывший сообщник Фомы по прозвищу Репа. Он обращается к Семёнову и рассказывает, что Женю убили автоподставщики. Семёнов с Тучковым выясняют, что Репа лишь посредник, информация об автоподставщиках — фальшивка, а вымогателем является опер Кислов. Любимов находит Шубина и просит его найти сына. | 6 марта 2020    |
| 19 (101) | Концерт для одинокого слушателя | Юля, став директором правления одного из банков, где Шахтёр хранит свои средства, блокирует его счета. Шахтёр похищает Семёнова, чтобы шантажировать Юлю. Шаровар советует Юле решить вопрос с Шахтёром. Во время задержания опасного преступника Сомов повреждает дорогую машину адвоката Гальперина. Тот в отместку инициирует против Сомова уголовное дело по убийству Паленко, заставив мать Паленко изменить показания. Юля через Шаровара нанимает убийцу по кличке Музыкант, тот убивает Шахтёра. Ежов рассказывает Паше, что смерть Шахтёра — дело рук его бывшей жены. | 10 марта 2020   |
| 20 (102) | Понять, простить                | Белоногов просит Семёнова помочь своей осуждённой жене. Тот отказывается. Шубин по просьбе Любимова расследует исчезновение его сына и выходит на авторемонтника Гнуса, бывшего осуждённого, находящегося в федеральном розыске. Выйдя из тюрьмы, рецидивист Бурлак разыскивает Шаровара, кинувшего его девять лет назад. Жизнь Шаровару и Юле спасает Ежов, но сам он тяжело ранен. Семёнов решает под видом Архитектора убить Шаровара. Арсеньев, узнав, что Сырков поставил на него прослушку, начинает вести двойную игру. | 10 марта 2020   |
| 21 (103) | Операция                        | Семёнов узнает, что Ежову нужна дорогостоящая операция в Германии. Он просит денег у Юли, но та отказывает — у неё самой проблемы. Трое преступников в масках грабят фирму, которая занимается чёрным налом. Директор фирмы Архаров просит Маркина за определённый процент помочь найти деньги. Маркин заставляет Михайлова все силы отдела бросить на поиски преступников и, главное — денег. Семёнов на одной из камер наблюдения, установленной напротив фирмы, видит знакомого собровца. | 11 марта 2020   |
| 22 (104) | Встреча старых друзей           | Музыкант начинает убивать сотрудников ФСБ, работавших по делу Архитектора, и оставляет на месте убийств букву «А». Паша обвиняет Семенчука в том, что это их с Ладыгиным работа. Семенчук поручает Ладыгину найти убийцу-подражателя. При подготовке операции по захвату цеха нелегальной алкогольной продукции Семёнов оказывается под дулом Музыканта, ему чудом удается спастись. Он описывает Семенчуку внешность убийцы, и тот узнаёт в нём старого боевого товарища. Убит информатор Шубина, которого он просил узнать о Жене Любимове. | 11 марта 2020   |
| 23 (105) | Группа расформирована           | Семенчук получает приказ ликвидировать московского предпринимателя Андрея Черданова, занимающегося нелегальными поставками оружия и наркотиков. Семенчук отказывается его выполнять, и тогда Черданова и его телохранителей, включая начальника охраны Новикова, убивает Ладыгин, оставив на стене метку «А». Мария Завьялова успешно справляется с первым делом в качестве адвоката: добивается оправдательного приговора для мошенника Скачкова. Михайлов просит Завьялову защищать Дениса Сомова. | 12 марта 2020   |
| 24 (106) | Деньги решают всё               | Музыкант требует, чтобы Семёнов сдал ему Семенчука. Когда-то на задании он, вопреки приказу, спас тому жизнь, лишившись званий и наград. Теперь Музыкант хочет исправить ошибку. Семёнов рассказывает об всем Семенчуку. Жена Белорябова просит мужа забрать её из тюрьмы, ей скоро рожать. Белорябов устраивает побег. Они прячутся на квартире, ключи от которой есть у Семёнова. Паша находит супругов, но Белорябов уговаривает их отпустить. Шубин вычисляет подозреваемых в убийстве Жени Любимова. Любимов передаёт дело Тучкову, который арестовывает преступников. Семенчук договаривается о встрече с Музыкантом, но когда тот садится в машину, Семенчук её подрывает. | 12 марта 2020   |
| 25 (107) | Пятнадцать минут                | Семенчука находят на улице без сознания и отправляют в больницу. Выясняется, что водитель успел покинуть машину до взрыва. Семёнов хочет сообщить об этом Семенчуку, но не может найти. Ладыгин рассказывает, что тот в больнице под охраной ФСБ. Михайлов на камерах видеонаблюдения с места взрыва машины видит Семенчука, советуется с Пашей, но тот предлагает пока информацию скрыть. Тогда Михайлов устанавливает за Семёновым частную слежку. Ладыгин организует побег Семенчуку из больницы, но в машине, на которой Паша должен его привезти, установлено взрывное устройство. Семенчук понимает, что Ладыгин хотел взорвать их с Семёновым. | 13 марта 2020   |
| 26 (108) | Адреналин                       | Чтобы убить Ладыгина, Семенчук советует Паше взять отпуск. Михайлов соглашается его подписать, если Семёнов найдёт преступника, сбивающего людей на пешеходных переходах. Вера и Любимов едут на место обнаружения трупа их сына, где преступники рассказывают, что его машину они продали кому-то в Твери. Но машина Жени давно найдена и находится на стоянке главка. Любимов поручает Тучкову проверить эту информацию. Семёнов вычисляет гонщика, но выясняется, что на его машине сбивал людей другой человек по кличке Шумахер. Тучков в Твери узнает, что машина только похожа на машину Жени Любимова, а останки убитого принадлежат другому человеку. Вера и Любимов теряют надежду найти сына. | 13 марта 2020   |
| 27 (109) | Последний Архитектор            | Музыкант похищает сына Семёнова и требует, чтобы тот убил Семенчука, иначе его сын умрёт. Михайлов с Кундряковым в это время расследуют серию похищений и убийств подростков, они уверены, что эти бандиты и похитили Сашу. Начальник группы Архитекторов приказывает Ладыгину ликвидировать Семёнова и Семенчука. Придя в квартиру Семенчука, Ладыгин видит Пашу, который пришёл убить своего учителя. Паша рассказывает Ладыгину о похищении сына, и тот обещает помочь. | 16 марта 2020   |
| 28 (110) | Чувство юмора                   | Михайлов пытается выяснить у Семёнова, как тому удалось спасти сына, но Паша уверяет, что они просто поссорились, и Саша не приходил домой. Но Михайлов не верит другу. Юля сообщает Семёнову, что независимый аудитор, которому она заказала проверку документов, убит. Она просит Пашу о помощи. Завьялова ищет деньги, чтобы спасти Сомова, но на встрече Завьялову уже ждут ФСБшники, чтобы арестовать. Семёнов спасает Завьялову, но его самого уже подстерегает Техас. В перестрелке Семёнов его убивает. Юлю арестовывают за мошенничество в особо крупном размере. Оказывается, теперь все её капиталы перейдут на подставные фирмы Арсеньева. Михайлов передаёт найденную запись с видеорегистратора Тучкову и сообщает, что знает, как найти Архитектора.                                                                | 16 марта 2020   |
| 29 (111) | Большая игра                    | Маркин предлагает Юле передать все деньги государству, иначе она проведёт в тюрьме десять лет. Та соглашается и подписывает все необходимые документы. Семёнов требует у Шаровара, чтобы тот явился в полицию и рассказал, как подставил Юлю. Но Шаровар убеждает Пашу, что он сам в опасности, а провокацию против Юли придумали Арсеньев с Сырковым. Тучков с генералом ФСБ Мельниковым разрабатывают план, как при помощи Шубина поймать убийц Жени Любимова. Но их план проваливается. Тогда Любимов решает сам расправиться с убийцами. Семёнов приезжает к Арсеньеву, требуя, чтобы тот спас Юлю. Но в этот момент Сыркова арестовывают. Арсеньев уверяет Пашу, что это была секретная полицейская операция. Любимов едет к убийцам сына, но видит, что те уже мертвы, а на стене нарисована буква А.                        | 17 марта 2020   |
| 30 (112) | Настоящий Архитектор            | В петербургском ресторане сын предпринимателя Сарычев расстреливает всех посетителей и официантов. Во время задержания он кричит полицейским, что ему за это ничего не будет. И правда, на другой день его выпускают из СИЗО под домашний арест. Семёнов встречается с Семенчуком и говорит, что готов наказать преступника. Юля прощается с Семёновым и уезжает к сыну в Англию. В это время в Петербург возвращается Максимов, готовящий операцию по поимке Архитектора. Любимов вынужден уйти с должности начальника главка. На его место приходит Арсеньев. Семёнов едет убивать Сарычева, но там его ждут спецназ и Максимов с генералом Мельниковым. Оказывается, бойня в ресторане была инсценировкой, чтобы выманить Архитекторов. Семёнова спасает Семенчук, но сам получает пулю и просит, чтобы Паша его убил.          | 17 марта 2020   |

### Сезон 5
| № серии  | Название                          | Описание серии | Премьера        |
| -------- | --------------------------------- | --- | --------------- |
| 1 (113)  | Одиночка                          | Майор Павел Семёнов продолжает службу в полиции. Однажды он узнает о планах бандита Саймона — преступник замыслил похищение бизнесмена Широкова. Семёнов быстро разрабатывает операцию, но не успевает согласовать её с Михайловым и действует в одиночку. Пользуясь внешним сходством с предпринимателем, он занимает место Широкова и даёт себя похитить. | 31 января 2022  |
| 2 (114)  | Привет с того света               | Семёнов догадывается, что Юля от него что-то скрывает. Он просит знакомого эксперта провести неофициальную проверку найденного у неё телефона. Тем временем генерал Мельников собирается в Москву на доклад по делу Архитекторов. Поскольку нового материала нет, Максимов предлагает допросить Семёнова с предъявлением улик. | 31 января 2022  |
| 3 (115)  | Законы улиц                       | Михайлов, которого перевели в криминальный район, пытается свыкнуться с новым местом работы. Его коллеги подозревают, что Андрея отправили к ним для сбора компромата. Тем временем бизнесмен Олег Ласковый обращается в полицию с заявлением, что бандиты вымогают у него деньги. Семёнов узнает, кто эти преступники, и собирается задержать их при передаче денег, но операция срывается. | 31 января 2022  |
| 4 (116)  | Мертвец                           | Криминальный мир города недоволен «воскрешением» Фомы — всем было бы лучше, если бы он был мёртв. Поздно вечером возле ресторана на глазах Семёнова Фому расстреливают, но тут же выясняется, что погиб двойник Фомина. Семёнов устанавливает личность киллера — им оказывается Алексей Бритов по прозвищу Бритва. | 1 февраля 2022  |
| 5 (117)  | Защитный рефлекс                  | Фомин хочет быстрее выйти из СИЗО и для этого встречается с адвокатом Гальпериным. Вместе они хотят убедить суд, что убийство бандитов на даче Фомина было самообороной. Адвокат обещает, что в ближайшее время найдет способ освободить Фому, и получает гонорар за работу. Однако на него тут же нападают и крадут портфель с деньгами. Семёнов предполагает, что преступники работали по наводке. | 1 февраля 2022  |
| 6 (118)  | Смертный приговор                 | В загородном доме убит бизнесмен Шахровский вместе с охраной. Камера запечатлела лицо преступника — Сергея Батникова, работавшего на Фомина. Но Семёнов не верит, что бывший офицер спецназа Батников пошёл на заказное убийство, и присоединяется к расследованию. Тем временем Фомин требует от своего нового адвоката Завьяловой скорого результата. Та предлагает Семёнову выступить свидетелем. | 1 февраля 2022  |
| 7 (119)  | Тишина                            | В центральном районе убит уличный музыкант Дмитрий Нефёдов. Опера проверяют информацию и понимают, что врагов у него не было, связей с криминальным миром тоже. Отсутствие свидетелей ещё больше осложняет работу полицейских. Любимов встречается с Тучковым и Шубиным и разрабатывает план, как убрать Арсеньева. Для этого они решают найти агента среди ближнего окружения генерала. Тучков предлагает на эту роль полковника Стрельцова. В это время Стрельцов с командой СОБРа проводит облаву в клубе Горыныча. Его цель — деньги Горыныча. Тот соглашается заплатить… Горыныч передаёт деньги Стрельцову. Оказывается, эту встречу фиксировали на видео, купюры меченые, а операцию спланировал Тучков. Однако он не предъявляет Стрельцову постановление о задержании… На Невском проспекте убивают ещё одного уличного музыканта.                                                  | 2 февраля 2022  |
| 8 (120)  | Сезон охоты                       | Михайлову понравилась Инга Крылова — новый следователь центрального района. Он пытается подстроить встречу с ней, а Семёнов, раскусив план Андрея, подшучивает над ним. Тем временем убивают профессора художественной академии Игоря Андриянова. Во время осмотра места происшествия Крылова находит на стене квартиры гвоздь и утверждает, что он поможет раскрыть дело. Завьялова не знает, что ещё можно сделать, чтобы закрыть дело Фомина, обвиняемого в предумышленном убийстве нескольких человек на даче. Фомин предлагает суд присяжных. Завьяловой приходит в голову идея использовать начальника охраны Байкала… Опера, проверив камеры видеонаблюдения возле дома убитого профессора, обнаруживают на записи Фомина, который заходил к нему незадолго до преступления. Семёнов едет к Фомину, чтобы узнать о его связи с убийством.                                             | 2 февраля 2022  |
| 9 (121)  | Мир, в котором мы живем           | На Михайлова совершают нападение возле кафе, где он встречался с Крыловой. Полковник Маркин предупреждает Михайлова, что лично с ним разберётся, если Андрей ещё раз увидится с Ингой. Маркин боится, что с его дочерью может что-то случиться, если она будет рядом с Михайловым. Боровой даёт показания следователю Бойко, которые подтверждают слова Фомина, что его действия на даче были самообороной. Тучков проводит операцию по задержанию оборотня в погонах. На место задержания приезжают журналисты и требуют от Арсеньева комментариев. Генерал недоволен тем, что Тучков не согласовал свои действия с руководством, и решает проучить подполковника. Семенов со своими операми выходит на след бандитов, напавших на Михайлова. Выясняется, что целью преступников был не подполковник, а Инга.                                                                               | 2 февраля 2022  |
| 10 (122) | Я могу тебе верить                | На встрече с Семёновым бывший генерал ФСБ Мельников предлагает Павлу занять место Семенчука и стать новым Архитектором. Семенов отказывается, но Мельников угрожает компроматом и передаёт фотографию Максимова. Срок на выполнение задания — три дня. Тем временем суд оправдывает и отпускает на свободу преступника по кличке Кореец. Шубин, занимавшийся делом Корейца, возмущён приговором и снова разочаровывается в правоохранительной системе. Понятно, что Кореец подкупил суд присяжных. Вечером Кореец со своими бойцами отмечает в клубе освобождение. Они выпивают, развлекаются с девушками. В клуб заходит мужчина в маске, достаёт пистолет с глушителем и расстреливает Корейца и его бойцов. | 3 февраля 2022  |
| 11 (123) | Личная просьба                    | Бдительная соседка слышит крики из квартиры напротив, а потом видит выбегающего оттуда парня с сумкой в руках. Прибывшие на место преступления полицейские застают Алексея Рябова, рыдающего над телом убитой жены Елены. Кроме женщины, в квартире находят труп Татьяны Короленко, матери Елены. Михайлов выясняет, что в квартире этажом выше работает бригада трудовых мигрантов из Беларуси, одного из которых опознала соседка. Михаил Тишкевич становится подозреваемым в двойном убийстве. Семенов подает начальнику рапорт, в котором сообщает, что полковник УФСБ Максимов оказывает на него давление. | 3 февраля 2022  |
| 12 (124) | Вакцинация                        | Семёнов занимается серией ограблений в городе. Преступная банда на машине «Скорой помощи» приезжает домой к пенсионерам, делает укол снотворного под видом бесплатной вакцинации от коронавируса, а затем грабит квартиру. Фома проводит ночь у Завьяловой. Она хочет продолжения романа, но Фома напоминает, что Завьялова — его адвокат. Михайлов занимается поимкой хозяев подпольных борделей, наводнивших город. Один бордель ему удаётся прикрыть, Фома даёт Михайлову наводку на следующую поставку «живого» товара… Бекас отказывается платить Фоме деньги за землю, на которой Бекас строит дома. Через некоторое время Бекаса убивают, а его люди начинают работать на Фому. | 3 февраля 2022  |
| 13 (125) | Первое января                     | 31 декабря. В то время как в «Трёх кабанах» Фома устраивает банкет для своих приближённых, Паша Семёнов в костюме Деда Мороза проводит задержание подозреваемого прямо у него в доме. На следующий день в полицию с заявлением о пропаже мужа обращается Тамара Кранцова. Доверившись Семенову, она сообщает, что тот накануне приезжал в «Три кабана» и поздравлял Фому с Новым годом, после чего исчез. Михайлов прибывает на очередной вызов и видит, что встреча Нового года для одной компании закончилась плачевно: кто-то расстрелял пять человек из охотничьего ружья прямо во время шумного застолья. | 4 февраля 2022  |
| 14 (126) | Приговор                          | Двое отморозков, Чупа и Сироп грабят на улице бизнесмена Макарова, но Чупе мало часов и пары тысяч из его кошелька, и он убивает мужчину, решив угнать заодно и его машину. Оперативники во главе с Семеновым проводят операцию по задержанию воров-домушников. В это время некстати появляется адвокат Завьялова, узнавшая в работающем под прикрытием оперативнике старого знакомого. Фома предлагает сотрудничество чиновнику Сергею Лапину, претендующему на место убитого Мурашова. Лапин не собирается работать с Фомой и обращается за помощью к авторитету Ревазу, который обещает «закрыть» Фому на время проведения тендера. К осуществлению своего плана он привлекает отморозка-наркомана Чупу. | 4 февраля 2022  |
| 15 (127) | Игра с огнём                      | Маша добивается замены реального срока Фомина на условный. Реваз узнает, что Фому выпустили из СИЗО, а значит, победа в тендере для него под вопросом. Арсеньев предупреждает Фому — если он решит мстить Ревазу, он снова вернётся в СИЗО. Московское руководство решает провести в ведомстве Арсеньева внеплановую проверку, чтобы уволить. Фома за крупную сумму договаривается с главой комиссии о том, что в работе ГУ МВД будут найдены серьёзные нарушения. Вскоре на двух полицейских из числа проверяющих на улице нападают неизвестные с битами… Группа Михайлова готовится к открытию нового торгового центра. Приказ начальства — проследить, чтобы открытие прошло без ЧП. Семенов с Михайловым выясняют, что Горыныч по просьбе Фомы подложил под одну из машин на парковке бомбу.                                                                                             | 4 февраля 2022  |
| 16 (128) | Чужая жизнь                       | Семенов с группой поддержки задерживает продавца оружия Суслова, который проходит в деле по заказному убийству на Литейном. Позже Суслова забирают сотрудники ФСБ, так как дело о заказном убийстве и о взрыве в торговом центре прокурор решил объединить. Суслов сдал заказчика взрывного устройства — Горыныча. Горыныча объявляют в розыск. Фомин приказывает своим людям найти его раньше полиции, но Семенов его опережает. Во время перестрелки Семенову и Горынычу удается незаметно покинуть отель. Вера, жена Любимова, приезжает к Наташе, предлагает помощь, просит о встрече с внуком, но Наташа отказывается. | 7 февраля 2022  |
| 17 (129) | Вдова Архитектора                 | По условиям досрочного освобождения Фома должен ходить отмечаться в органы УФСИН. Завьялова просит его быть осторожнее. Коллекторы продолжают досаждать Наташе, и только появление Любимова спасает её от больших проблем. Любимов обращается за помощью к Тучкову. Семенов получает новое задание — найти и задержать недавно приехавшую в город киллера Татьяну Смирнову, известную под кличкой Вдова архитектора. Горюнов соглашается на сделку со следствием, но заявляет, что назовёт заказчика при проверке показаний на месте. | 7 февраля 2022  |
| 18 (130) | Отдельное поручение               | Группа Семенова расследует дело об убийстве Юрия Куварина. Его отец Виктор — бывший сотрудник полиции, хороший знакомый Арсеньева. Дело кажется предельно простым: есть и свидетель преступления, и орудие — наградной пистолет, и подозреваемый — Александр Гришанов. Семенову остаётся только установить мотив преступления и найти Гришанова. Угрозы со стороны коллекторов Наташе продолжаются. Она собирает вещи и скрывается, её телефон недоступен. Фома встречается с Вдовой Архитектора, приехавшей в Питер по его заказу. Виктор Куварин просит Фому найти Гришанова… Шубин находит Наташу и привозит её в загородный дом Любимова. Он выясняет, что долги Наташа заработала, играя в казино. | 7 февраля 2022  |
| 19 (131) | Это Питер, детка!                 | Трое осуждённых освобождаются от конвоя, устраивают перестрелку в зале суда и берут в заложники судью, сотрудников ФСИН и Ингу. Свидетелем ЧП становится Михайлов. Маркин предлагает вступить с преступниками в переговоры и задержать их в менее людном месте. Арсеньев решает брать здание штурмом. Михайлов сообщает Семенову, что он в здании суда. Семенов решает проникнуть туда через подземный люк… Охранник Фомы рассказывает Ревазу, что Фома «заказал» его Вдове архитектора. Люди Реваза её похищают, но Семенов освобождает… Михайлов решает вручить Инге на день рождения дорогую иномарку, но она не принимает подарок. Юля с сыном приезжает по делам в Питер, но у Семенова нет времени пообщаться с Сашей. | 8 февраля 2022  |
| 20 (132) | Юля                               | На набережной Невы находят труп бизнесмена Туполева и крупную сумму денег в его машине. Первым на месте преступления оказывается генерал Арсеньев и забирает букву «А», оставленную убийцей. На поиски преступника Маркину дают сутки. Максимов предупреждает Семенова, что он должен забыть об операции, свидетелем которой невольно стал, а также Татьяну Белову. Фома требует от своего начальника охраны немедленно найти киллера, стрелявшего в него и Юлю. Юля заявляет Семенову, что отец Саши — не он. | 8 февраля 2022  |
| 21 (133) | Отец и сын                        | Фома уверен, что киллера, стрелявшего в Юлю, нанял Реваз, и решает лично с ним разобраться. Репортеры донимают Семенова и Сашу вопросами о Юле. Следователь Бойко, который ведёт дело Юли, решает организовать проверку показаний Фомы и Семенова на месте, поймав их на противоречиях. Фома утверждает, что стреляли в Семенова, Семенов уверен, что стреляли в Фому. | 8 февраля 2022  |
| 22 (134) | Белая смерть                      | Михайлов задерживает бандитов, пытавшихся сбыть в городе крупную партию «палёного» кокаина. Стрельцов, «курирующий» наркоторговцев, не хочет, чтобы товар пропадал, и вместо уничтожения пускает наркотики на продажу. От вредных примесей начинают погибать люди. Одной из жертв становится проститутка, которую Фомин снял в клубе. Выясняется, что хозяин клуба — Реваз. Семенов выходит на след продавца автомата, из которого стреляли в Юлю. | 9 февраля 2022  |
| 23 (135) | Личный мотив                      | Группа Семенова расследует дело об изнасиловании Ларисы Ефимовой. Выясняется, что это уже не первый такой случай, когда на преступнике надета полицейская форма, а девушки отказываются писать заявление. Подозреваемым становится недавно освободившийся из заключения, бывший полицейский Зосимов. Капитан Белова решает ловить маньяка на живца, а страховать её должен Семенов. Полицейский патруль во время рейда находит в рюкзаке у Саши пакет с наркотиками. | 9 февраля 2022  |
| 24 (136) | Объективность и беспристрастность | Фома сообщает Михайлову, что за городом бандиты вымогают деньги у бизнесмена Тарасова, а затем убьют его. Михайлов успевает спасти Тарасова. Фома просит Михайлова об ответной услуге: вытащить из колонии Карелии рецидивиста по кличке Саймон. Семенов с Денисом и Леней задерживают по горячим следам Грязновского, совершившего разбой. Но следователь Стрекалов за взятку отпускает его под подписку о невыезде. УСБ задерживает Стрекалова с поличным. Саша не верит, что отец сможет уладить его уголовное дело о подброшенных наркотиках. Завьялова предлагает Семенову помощь, но он отказывается. По просьбе Михайлова Саймона везут в Питер для проведения следственных действий. По дороге его похищают люди Фомы. | 9 февраля 2022  |
| 25 (137) | Особое задание                    | В город приехал бизнесмен Строилов, находящийся в розыске за мошенничество в особо крупном размере. Через некоторое время Семенову удается его найти, но неожиданно появившийся Фома препятствует задержанию. Ежов направляет пистолет на Семенова. Следователь Попов допрашивает Сашу по делу о наркотиках. В качестве адвоката выступает Завьялова, ей удается найти в деле нарушения и нестыковки. Следователь понимает, что посадить Сашу будет сложно, и вместе со Смысловым придумывает новый план: человек Смыслова, Антон Кочетов сбивает на машине Завьялову… Тучков помогает финской полиции задержать банду преступников и на обратном пути встречает Шаровара, бизнесмена, работавшего на Арсеньева. Он может дать показания на генерала, но для этого необходимо убедить его вернуться в Россию.                                                                                | 10 февраля 2022 |
| 26 (138) | Я тебя ненавижу                   | Антона объявляют в розыск в связи с покушением на Завьялову. Смыслов обещает вывезти его в тихое место и спрятать. Антон догадывается, что его хотят убить, и сбегает. В поисках помощи Антон приходит к Никите, но они ссорятся, и Антон случайно убивает друга. Саша видит по телевизору ориентировку на Антона и понимает, что это он подбросил ему наркотики. Семенов просит Фому найти Антона, чтобы тот дал показания в защиту Саши. Белова предупреждает Михайлова о преступлениях Смыслова. Михайлов пытается задержать его, но Смыслов стреляет в Михайлова и скрывается. К Арсеньеву приходит Шубин и рассказывает, где прячется Шаровар. Арсеньев приказывает Стрельцову решить вопрос. | 10 февраля 2022 |
| 27 (139) | Завещание Архитектора             | Архитектор даёт Шубину новое задание. Увидев фото, Шубин отказывается выполнять приказ. Однако Архитектор объясняет, что выбора у него нет. Семенов встречается с Лаврентьевой, которая даёт ему визитку нотариуса и рассказывает, что Семенчук ему что-то завещал. Реваз сообщает Фоме, что заказчик убийства — бизнесмен из Твери. К Саше Семенову пристают подростки. Завязывается драка, в результате Саша попадает в полицию. Окунько его прикрывает, но просит Семенова поговорить с сыном, чтобы он лишний раз не выходил из дома. Когда Семенов привозит Сашу домой, он встречает Белову. Она говорит, что заказ на убийство пришёл из Твери. | 10 февраля 2022 |
| 28 (140) | Выстрел на поражение              | В спальном районе сильно выпивший Ефимов избивает свою девушку Катю. Ей удается вызвать полицию, но на следующий день Ефимова отпускают. Он грозится отомстить. Сомов и Маркин задерживают банду угонщиков автомобилей. Вскоре Сомов видит интервью с Маркиным, где тот рассказывает о задержании, но о нём не упоминает ни слова. Главарь банды Брод остался на свободе и должен денег криминальному авторитету Уфе. Так как денег у Брода нет, он решает отобрать их у Ежова, ставшего хозяином «Трех кабанов». Ежов звонит Семенову. Любимов и Тучков убеждают Шаровара дать показания на Арсеньева. Тот соглашается, но при условии, что ему обеспечат охрану. Любимов и Тучков обращаются за помощью к Семенову. Белова приходит к Марине Козловой, хозяйке борделя, обеспечившей алиби Семенову. Белова не верит в её показания и хочет выяснить, чем Семенов занимался на самом деле. | 11 февраля 2022 |
| 29 (141) | Логово                            | Полицейские Громилин и Крабов встречаются с бизнесменом Потеевым и требуют денег, угрожая подбросить оружие или наркотики. Момент передачи денег снимает на камеру блогер Щукин. Полицейские его замечают и убивают. Семенова отстраняют от службы на время проверки по факту смерти Ефимова. Семенов и Завьявлова приходят на допрос к Попову. Следователь настроен негативно, он недоволен, что не смог посадить Сашу. Михайлов возвращается на службу после ранения. Окунько, собравшийся на пенсию, предлагает Михайлову занять его место. Бывший водитель Фомина Кирилл требует с Михайлова денег за молчание — у него есть записи его переговоров с Фомой. Громилин и Крабов отдыхают с коллегами в сауне. Один из полицейских приводит в сауну проституток, среди которых Белова, работающая под прикрытием.                                                                          | 11 февраля 2022 |
| 30 (142) | Задержание                        | Семенов и Максимов находят в квартире Семенчука ноутбук. Максимов вводит пароль «архитектор», но он оказывается неверным, и ноутбук взрывается. В Центральном районе киллер убивает бизнесмена Быкова. Дело расследуют Сомов и Кундряков. Они выясняют, что Быков раньше работал с Фоминым. Арсеньев узнает от своего человека в Москве, что его не собираются переводить в столицу, поскольку генерал так и не поймал Архитектора. Катя, девушка Ефимова, даёт интервью журналистам, в котором просит наказать Семенова и Михайлова. Харитонова просит Любимова организовать ей встречу с Шароваром. Ей нужно допросить его и решить, можно ли начать работать по Арсеньеву. Любимов поручает Семенову организовать встречу. О местонахождении Шаровара узнает Стрельцов… | 11 февраля 2022 |

### Сезон 6
| № серии  | Название                           | Описание серии | Премьера       |
| -------- | ---------------------------------- | --- | -------------- |
| 1 (143)  | Неприкосновенность                 | Семенов попадает в СИЗО. Начальство даёт ему задание выяснить, где тайник с деньгами у его сокамерника, бывшего следователя. Шахров, помощник депутата госдумы Харитонова, сбивает на дороге сотрудника ДПС. Дело получает общественный резонанс. Харитонов просит Арсеньева замять дело за солидную сумму. Полковника Стогова задерживает УСБ в момент получения взятки от Харитонова. Татьяна Белова навещает Пашу и подаёт Максимову рапорт на увольнение из органов. У сокамерника Паши крадут все деньги, он подозревает в этом Семенова, которого зэки избивают во время очередной прогулки. | 10 апреля 2023 |
| 2 (144)  | Веселая работа                     | Начальник оперчасти СИЗО Хохряков угрожает семье Паши, если тот не подчинится его законам. Семенов узнает, что Арсеньев заказал Хохрякову убийство Стогова, тоже находящегося в СИЗО. Он передаёт информацию об этом Завьяловой, и Стогова забирают сотрудники ФСБ. Хохряков в отместку переводит Пашу в камеру к зэкам. Те начинают Пашу жестоко избивать, но пахан вступается за Семенова, передаёт привет от Фомы и обещает, что его больше никто не тронет. Белова ищет работу, но везде получает отказ. Михайлов увольняется из полиции, но его срочно вызывают: убит полицейский, а убийцы-наркоманы Лис и Хмурый исчезли. Их обезвреживает подполковник Окунько, которого Маркин переводит из спального района на Невский начальником УМВД Центрального района.                                                                                 | 10 апреля 2023 |
| 3 (145)  | Закон бумеранга                    | Полковник Окунько возвращает Андрея Михайлова обратно в полицию. Он занимает место Семенова. Сокамерники Семенова в Крестах готовятся к побегу. Таня безуспешно пытается устроиться на работу. По ориентировке она находит опасного преступника, которого выслеживает и задерживает. Лаврентьев, «крышующий» притоны на Невском, грозит большими неприятностями Окунько с Михайловым, пытающимися один из них закрыть. Зэки берут в заложники сотрудников медсанчасти и Лаврентьева. Семенов их обезоруживает и убивает. Лаврентьева арестовывают. | 11 апреля 2023 |
| 4 (146)  | Привет из прошлого                 | Михайлов находит труп человека. Почерк убийства такой же, как был у маньяка по кличке Клык, которого арестовал Семенов в 2014 году. Михайлов просит Ингу Крылову, чтобы Семенова привезли на место преступления. Там Паша находит характерные для Клыка подсказки, и вскоре выясняется, что следующей жертвой должен стать он сам. Белова продолжает искать преступников за вознаграждение. На указанном в очередной подсказке месте Семенова и Михайлова со следственной группой ждет сын Клыка, который хочет отомстить за отца. | 11 апреля 2023 |
| 5 (147)  | Никому не верь                     | Сокамерник Семенова, бывший участковый Мышаков жалуется Паше, что бандиты избили его отца и украли деньги, которые тот собирался передать следователю за освобождение сына из тюрьмы. Семенов предлагает пахану Назару сделку: тот поможет найти бандитов, а Паша поможет его знакомому Тоскану сбежать. Арсеньев мечтает снова занять должность начальника главка, но заместитель министра Кондратьев отказывается ему помогать. Депутат Харитонов уводит из-под носа Арсеньева выгодную сделку. Арсеньев объявляет обоим войну. Тоскан не смог сбежать, и Назар теперь — главная угроза для Семенова. | 12 апреля 2023 |
| 6 (148)  | Ложь во спасение                   | Семенов поспорил с начальником оперчасти Сазоновым, что может сбежать в любой момент. И это ему удается. Сазонов возвращает Пашу в камеру. Полковник Стрельцов хочет, минуя Маркина, провести финансовую махинацию, ему помогают Зиновьев с Сомовым. УСБ вычисляет оборотней. Маркин переводит Стрельцова из главка в спальный район, на место Окунько. Туда же отправлены служить и Сомов с Зиновьевым. Назар присылает Семенову отравленную еду из ресторана, её пробует заключённый Платонов и умирает. Бандиты Назара нападают на Белову на улице. Семенов просит помощи у Михайлова. | 12 апреля 2023 |
| 7 (149)  | Побег                              | На очередном заседании суда по делу Семенова свидетели обвинения дают показания в пользу прокурора. Завьялова не знает, как теперь выстраивать линию защиты. В это время криминальный авторитет Понч, который любит устраивать охоту на людей, приказывает своим бойцам доставить к нему из СИЗО зэка Релиза. Вместе с ним бандиты случайно похищают и Семенова. По прибытии на место Понч с бойцами устраивает в лесу охоту на Релиза, его убивают. Понч предлагает Семенову занять место Релиза. | 13 апреля 2023 |
| 8 (150)  | Смена власти                       | В Петербург приезжает криминальный авторитет из провинции по кличке Лесник, они с Окунько знакомы с детства. Михайлов пытается выяснить, зачем Лесник приехал и узнает, что тот хочет стать смотрящим по Центральному району вместо Фомы. Семенов участвует в охоте Понча, обходит всех его бойцов и остаётся жив. Понч предлагает ему украсть большую сумму денег из местного отдела полиции. Семенов тайно сообщает об этом Ежову… Лесник становится смотрящим. Окунько обещает, что будет за ним внимательно следить. Семенова возвращают в СИЗО. | 13 апреля 2023 |
| 9 (151)  | Честь мундира                      | На очередном заседании суда над Семеновым Завьялова проносит в зал заседаний пистолет, идентичный тому, которым убитый Пашей Ефимов угрожал посетителям кафе. В этом ей помогает Белова. Завьялова стреляет в зале суда. Никто из полицейских не смог отличить этот пистолет от настоящего… Маркин выступает на пресс-конференции в защиту Семенова. Генерал Кондратьев в бешенстве, но честь мундира для Маркина важнее. Тучков устраивает перевод бывшего генерала Сыркова в камеру Семенова и просит присмотреть за ним. Сырков умирает от сердечного приступа на глазах Семенова. | 14 апреля 2023 |
| 10 (152) | Оттуда не возвращаются             | В розыск объявлен особо опасный преступник Алексей Дворцов, сын депутата Дворцова, некогда мальчик-мажор, а теперь — сбежавший солдат-срочник, совершивший нападение на наряд ДПС. Окунько просит Лесника тоже подключиться к поискам Дворцова. Попытка Михайлова задержать его во время встречи с матерью оказывается неудачной. Суд присяжных признает Семенова невиновным. Паша собирается провести первые дни на свободе с Таней и сыном в загородном пансионате, но поездку приходится отложить — отец Дворцова просит Маркина подключить к поискам его сына Семенова. | 14 апреля 2023 |
| 11 (153) | Выгодный курс                      | Дело майора Семенова о применении оружия получает широкий общественный резонанс. На его стороне оказывается и министр МВД. После апелляции суд оставляет в силе оправдательный приговор. Михайлов просит Семенова помочь с новым делом: об ограблении компании, занимающейся продажей биткоинов. Маркин заявляет Стрельцову, что в его районе худшие показатели по раскрываемости. Если ситуация не изменится, Стрельцов будет уволен… В воде найдено тело бывшего водителя Алексея Фомина, считавшегося без вести пропавшим. Шубин получает заказ на убийство Арсеньева. | 17 апреля 2023 |
| 12 (154) | Каин и Авель                       | Максимов вновь предлагает Семенову сотрудничество в поисках Архитектора, но Паша наотрез отказывается и приступает к службе. Он выясняет, что к убийству и ограблению семейной пары причастны сотрудники СБМ-Банка, в службе безопасности которого работает Шубин, Паша просит его помочь. | 17 апреля 2023 |
| 13 (155) | Ящик Пандоры                       | Вера, жена Любимова, хочет удочерить Женю, но Любимов против. Вера действует наперекор мужу и подает директору детдома заявление на удочерение девочки. Семенов случайно узнает о том, что пока он сидел в СИЗО, Белова зарабатывала на жизнь поиском преступников за вознаграждение. Он возмущён, между ними происходит первая семейная ссора. На врача «Скорой» Калинину, бывшую девушку Михайлова, совершено покушение, вместо неё убит другой врач. Михайлов начинает расследование. Из Москвы прибывает следователь СК Харитонова, чтобы взять у Сыркова показания на Арсеньева. Но Сырков сообщает, что это не Арсеньев, а Маркин — оборотень. Именно он дал Сыркову взятку, чтобы получить место начальника главка. Тучков и Харитонова смотрят видео, на котором происходит передача взятки, и понимают, что скоро грянет грандиозный скандал. | 18 апреля 2023 |
| 14 (156) | Деньги обратно не возвращаются     | Семенов расследует угон фуры с дорогой электроникой. Ежов просит помочь вернуть товар, ведь деньги на него коммерсанты заняли у Фомы. Те, в свою очередь, обращаются за помощью к Леснику, который стал вместо Фомы смотрящим по Центральному району. Шубин по приказу Архитектора второй раз пытается убить Арсеньева, но из-за собаки Арсеньева убийство не удаётся. Харитонов требует у Архитектора вернуть деньги. Тот заказывает Шубину самого Харитонова. | 18 апреля 2023 |
| 15 (157) | Мутная тема                        | Семенов ищет дорогую иномарку, которую угнали вместе с поросенком. На автосервисе в спальном районе он встречает Зиновьева и Сомова, которые сами её ищут за вознаграждение и требуют, чтобы Паша им не мешал. Зиновьев стреляет в Семенова, они дерутся, Паша отбирает у оперов пистолеты и передаёт Стрельцову. Для Зиновьева Семенов теперь личный враг. В это время возле пункта обмена денег убивают коммерсанта Зяблова, который с партнёром приехал поменять большую сумму на валюту. Деньги у них украли. Мутной темой называет это преступление агент Семенова: воры не убивают. Семенов начинает подозревать в организации преступления коммерсанта Кольцова. | 19 апреля 2023 |
| 16 (158) | Один из нас                        | Кундрякова тяжело ранит неизвестный киллер, у места преступления он оставляет букву А. Максимов уверен, что это Архитектор и его целью был Семенов, ведь Кундряков в момент нападения сидел в машине Паши за рулем. Максимов предупреждает Семенова, чтобы он не путался под ногами у сотрудников УСБ, но Семенов с Михайловым сами находят киллера Слепцова и задерживают его… Кудрень расследует ограбление покупателя дорогой иномарки за наличку, но ему никак не удается вычислить преступника. Вскоре происходит убийство охранника гостиницы, где жил покупатель. Кудреню помогает Семенов. | 19 апреля 2023 |
| 17 (159) | Никто не безгрешен                 | Лесник выясняет, что его машину с охранником взорвал авторитет по кличке Черкас, находит его и убивает. Криминальные авторитеты решают избавиться от Лесника. Узнав об этом, Окунько по старой дружбе предупреждает Лесника, что тому грозит опасность… На Калинину и фельдшера во время вызова совершено нападение. Двое преступников, парень и девушка, избивают Калинину и крадут наркосодержащие препараты. Кудрень в ходе расследования знакомится с соседкой подозреваемых, симпатичной девушкой Гелей и влюбляется в неё… Лесник на похоронах Черкаса взрывает всех авторитетов, которые пришли на кладбище. Лишь Уфе удается выжить. Он просит Ежова передать Фоме, что нужна его помощь… На Михайлова заведено уголовное дело, все улики указывают на то, что он убил бывшего водителя Фомы.                                                  | 20 апреля 2023 |
| 18 (160) | Отставка                           | Шубин по указанию Архитектора убивает в области криминального авторитета. Но все идёт не по плану, и Шубин вынужден убить всех, кто с этим авторитетом находился в тот момент. Архитектор недоволен. Максимов считает, что в Питере появился новый киллер Архитектора. Вера с Любимовым привозят девочку Женю из детдома к себе на дачу, где та крадет драгоценности у Веры. Тучков показывает Маркину видеозапись, где тот получает взятку от Сыркова. Маркин отрицает свою вину, но начальник УСБ требует, чтобы он ушёл в отставку, или его посадят… Фома переписывает все свои активы на Кондратьева, который закрывает уголовное дело против Фомы. Тот возвращается в Петербург. | 20 апреля 2023 |
| 19 (161) | «Жизнь после смерти», часть первая | Семенов встречается с Фомой и тот ему рассказывает, что с ним произошло с того момента, когда он якобы умер у него на руках… Уфа скрывается от Лесника, после нескольких попыток покушения на него. Окунько приходит к Леснику и задерживает его, чтобы прекратить эту войну. | 21 апреля 2023 |
| 20 (162) | «Жизнь после смерти», часть вторая | Окунько с Михайловым договариваются состряпать ложное обвинение против Лесника, но в суде Завьялова выигрывает дело, и Лесника выпускают на свободу. Семенов в бешенстве. Фома заканчивает рассказывать Паше свою историю. | 21 апреля 2023 |
| 21 (163) | Свежая кровь                       | На Выборгском шоссе на посту ГИБДД убивают семерых человек и угоняют два минивэна. Один из патрульных чудом выживает. Седой сообщает Фоме, что в машинах был его груз, и требует его найти. Фома предлагает Паше сделку: тот находит минивэны, а Фома поможет Михайлову избежать уголовного наказания за убийство бывшего водителя Фомы. | 24 апреля 2023 |
| 22 (164) | Стань самим собой                  | Директор кредитной фирмы Шлыков, который дал большую сумму бывшей жене Михайлова, требует долг с него и угрожает расправиться с его детьми. Михайлов не знает, как поступить. Семенов советует другу действовать решительно. Любимов ищет похищенные у Веры украшения. В скупке на него нападают бандиты, избивают и отбирают оружие. Маркин просит Потапова помочь бывшему начальнику главка, но тот отказывает. Тогда Маркин забирает свой рапорт об увольнении… Фома предлагает Любимову баллотироваться в депутаты, чтобы составить конкуренцию Арсеньеву, и обещает любую финансовую поддержку. | 24 апреля 2023 |
| 23 (165) | Розыск                             | Окунько и Михайлов сообщают Семенову, что в городе объявлена операция «Розыск». Паша в это время расследует подрыв машины с оружием внутри и водителем Булатом Ибрагимовым, в которой найдены отпечатки пальцев торговца оружием Анатолия Гривасова. Семенов решает поймать его по горячим следам, но Михайлов настаивает на том, что в приоритете операция «Розыск»… Фома встречается с наркодельцом Шуваловым и предлагает сотрудничество. | 25 апреля 2023 |
| 24 (166) | Останется только один              | Фому после нападения Лесника разыскивают все. Семенов расследует дуэль на японских мечах, в результате которой неизвестный отрубает голову бизнесмену Шалевичу. Любимов с Верой и Женей дают интервью телевидению, в котором Любимов рассказывает, почему решил баллотироваться в депутаты. Арсеньев видит репортаж и решает узнать, кто его финансирует. | 25 апреля 2023 |
| 25 (167) | Жестокий бизнес                    | Лесник набирает бойцов, вытаскивает из СИЗО Понча, чтобы воевать с Фомой. Тот в свою очередь привозит Горыныча, специалиста по взрывам. Окунько требует у Семенова, чтобы тот остановил Фому. Семенов в это время расследует убийство пенсионерки, убитой молотком в своей квартире. Тот же почерк убийства в спальном районе у Сомова и на Петроградке. Семенов считает, что это серия. И поскольку родные убитых — богатые люди, которых тут же похоронный агент раскручивает на дорогие похороны, в этом явно замешан похоронный бизнес. | 26 апреля 2023 |
| 26 (168) | Предварительный итог               | Война между Фомой и Лесником продолжается. Опера Кундряков и Кудрень расследуют исчезновение вип-таксиста Рябунина и его очень дорогого автомобиля. Находят пропавшую тачку на интернет-барахолке, где машина продается за полцены… Семенов предлагает Фоме стать наживкой. Паша укажет Пончу, где в конкретный момент находится Фома, а сам выследит киллера и убьёт его. Фома соглашается. Белова получает от бизнесмена Зорина заказ — найти неуловимого Архитектора. | 26 апреля 2023 |
| 27 (169) | Вброс информации                   | Белова выходит на бывшего инструктора Архитекторов Бурова. Семёнов с операми ищут киллеров, одетых в костюмы Деда Мороза и Снегурочки, убивших бизнесмена Шимакова. Маркин арестован по подозрению в получении крупной взятки от Сыркова. Завьялова и Крылова уверены в его невиновности. Крылова вынуждена уволиться из СК. Михайлов просит генерала рассказать все, как было на самом деле… Белова едет на встречу к Бурову, где получает ранение из травмата. В больнице Семенов встречает Максимова, от которого узнает, что его жена ищет Архитектора. | 27 апреля 2023 |
| 28 (170) | На линии огня                      | Белова рассказывает Паше, что несколько лет назад при задержании грабителей случайно убила своего мужа. Она выясняет, что одним из Архитекторов мог быть сам Семёнов. Паша запрещает жене дальше заниматься этим делом. В это время Сомов, совершив неудачное покушение на Фому по заказу Арсеньева, находится под следствием. Самойлов принимает решение его задержать, но Сомов сбегает, по дороге убив опера УСБ. Фома предлагает прокурору Лаврентьеву работать на него. Но того крепко держит на крючке давним видеокомпроматом Арсеньев. Тогда Фома сливает компромат в сеть. Лаврентьев вынужден покинуть пост прокурора города и переходит к Фоме. Арсеньев в бешенстве. | 27 апреля 2023 |
| 29 (171) | Ситуация 250                       | Во время очередной встречи Зорина с Беловой Архитектор убивает Зорина и предупреждает Белову по телефону, что она станет следующей, если не прекратит поиски. Семенов едет к Бурову, чтобы все у него выяснить. Буров рассказывает Паше, что главный Архитектор — человек из Москвы по кличке Зомби. Паша требует с ним встречи. Буров звонит Архитектору и сообщает, что у него «ситуация 250». Получив приказ убить Семёнова, Буров стреляется сам. Любимовых шантажирует отец Жени, требуя денег. Архитектор на встречу с Семёновым вместо себя присылает Шубина. | 28 апреля 2023 |
| 30 (172) | Тринадцатый стрелок                | Шубин тяжело ранен, он не выполнил приказ и просит Архитектора оставить ему жизнь в обмен на жизнь Семенова. Находящийся в бегах Сомов под действием алкоголя и наркотиков проникает в главк и убивает Стрельцова и Зиновьева. После чего расстреливает ещё несколько сотрудников, часть берёт в заложники и требует к себе Арсеньева. Шубин назначает встречу Семенову и говорит, что хочет сдаться. На место встречи Тучков заранее привозит двенадцать снайперов. Но Семенов насчитывает тринадцать стрелков. Шубин пробует убить Семёнова, но во время перестрелки выпадает из окна. Паша его спасает и требует назвать имя главного Архитектора. В этот момент снайпер убивает Шубина. Тучков уверяет, что стреляли не его бойцы. Значит, есть ещё один Архитектор…                                                                               | 28 апреля 2023 |

### Сезон 7
| № серии  | Название                   | Описание серии | Премьера        |
| -------- | -------------------------- | --- | --------------- |
| 1 (173)  | Тихая мирная жизнь         | Семёнов с Беловой приезжают к Фоме, чтобы пригласить его на день рождения Тани. Паша удивлен, что Фома все время находит себе неприятности. Он в одиночку расправился с бандой грабителей, нападавших на загородные дома и убивавших владельцев. Михайлов приглашает Калинину на ужин, но они снова ссорятся. Фому находят бандиты, которых отправил бизнесмен Вадим на поиски сбежавшей жены Анны, подозревая, что он знает о её местонахождении. Нападение происходит во время дня рождения Беловой. Погибают все бандиты, кроме Балагана, которому Вадим, находящийся в Лондоне, приказывает следить за Фомой. | 7 октября 2024  |
| 2 (174)  | Перевод                    | Пока Семёнов в отпуске помогает Беловой восстановиться после ранения, в центре Питера происходит ограбление нотариальной конторы. Убит генерал-майор Потапов. Новый начальник главка Кондратьев требует найти преступников. Новый и. о. убойного отдела с Невского Грушин и опер Руконогов просят помощи у Семёнова… Арсеньев, ставший депутатом Госдумы, резко критикует начальника главка Кондратьева за бездействие. Между ними возникает конфликт. Кондратьев требует перевести Семенова и Михайлова в главк… | 7 октября 2024  |
| 3 (175)  | Полиграф                   | На Фому совершается покушение, Ежов ищет для него новую охрану. Фома просит своего партнёра Славу Хоронко найти заказчика покушения и киллера. Белова хочет вернуться на службу, но на пробежке ей становится плохо. Семёнов категорически против её возвращения. Максимов предлагает Беловой следить за мужем… Перед переходом в главк Семёнов и Михайлов должны пройти полиграф. Михайлов боится, что не пройдет — ему есть что скрывать. Семёнов обманывает полиграф так, как его учил Семенчук. В гольф-клубе Арсеньев встречается с Фомой и предлагает сотрудничество. Фома отказывается. Тогда Арсеньев рассказывает, кто его заказал… | 8 октября 2024  |
| 4 (176)  | Услуга за услугу           | В Питер возвращается освободившийся из тюремного заключения Костя Наумов по кличке Злой. В Москве он устроил перестрелку в клубе, пытаясь взять долг с бандита Геры. В Питере Злого ищут и люди Геры, и отдел Михайлова. Владелец клуба Танк предлагает Михайлову услугу за услугу: Михайлов помогает ему найти угнанную машину — подарок жены, а Танк даст информацию, где может скрываться Злой… Таня хочет восстановить физическую форму и решает записаться в женский боксерский клуб. | 8 октября 2024  |
| 5 (177)  | Что я делаю не так         | Завьялова просит Михайлова решить проблему с её подзащитным Саляевым по кличке Хлыщ. Она засняла на видео, как Грушин его бьёт на допросе. Чтобы не было скандала, Михайлов требует у Грушина, чтобы тот его отпустил. После освобождения Хлыщ идёт разбираться с выдавшими его сообщниками. В Петербург поступает партия бракованных самокатов, которые взрываются. Уже есть жертвы. Тучков и Семёнов находят тех, кто их продаёт через интернет, и задерживают преступников. Фома пытается вести нормальный образ жизни, помогать людям, но каждый раз встревает в криминальные разборки. | 9 октября 2024  |
| 6 (178)  | Тёмная триада              | Конфликт между Арсеньевым и Кондратьевым разгорается, в него вовлечена городская пресса. В сеть попадает запись телефонного разговора, в котором Кондратьев угрожает посадить Арсеньева. Тот в долгу не остаётся. Треш-стримеры, снимающие убийства людей на улице, буквально заливают кровью город. Арсеньев во всем обвиняет Кондратьева. Семёнов и Фома каждый по-своему пытаются найти организатора треш-стрима Дилерия. Белова продолжает тренировки, Семёнов, видя каждый раз её разбитое в кровь лицо, категорически против занятий. Тренер Липа проверяет Белову, устраивая ей уличный бой с хулиганами, который Белова проигрывает. Липа не понимает, почему та так быстро сдаётся. Тучков создаёт группу по розыску Архитектора и включает в неё Семёнова.                                                                            | 9 октября 2024  |
| 7 (179)  | Экстремальный тур          | Семёнов отправляется в Красноярский край, где скрывается подозреваемый по делу об убийстве двух туристов-экстремалов. Появляется версия, что Губанова и Пекалина кто-то нанял для опасного дела, они отказались и были устранены. Интуиция Семёнова не подводит: в Минусинске происходит нападение на инкассаторскую машину, которая перевозила золото с приисков. Туда же прилетает и Фома, которому предложили выгодное партнёрство в местном бизнесе. В Минусинске Фому похищают. Потенциальный партнёр угрожает ему пытками и требует выплатить за него долги местным браткам. | 10 октября 2024 |
| 8 (180)  | Агентурная вербовка        | Тучков просит Семёнова выяснить, каким образом Архитектор вербует агентов, по каким критериям он их отбирает. Занимаясь в боксерском клубе, Таня проигрывает бой за боем: после ранения она не может преодолеть страх смерти. Липа обещает ей помочь. Она передаёт данные на Таню, как на перспективного агента, Архитектору. Отдел Михайлова занимается поисками пропавшей Новиковой, родственницы главы администрации района. | 10 октября 2024 |
| 9 (181)  | Око за око                 | В главке ловят серийного маньяка Маратова. По наводке информатора Семёнов и Грушин поджидают его в указанном месте, но из-за трусости Грушина преступнику удается сбежать. К Грушину за помощью обращается его приятель Николай, владелец строительной фирмы, деятельность которой приостановил УБЭП. Грушин обещает помочь. В Питер возвращается давняя знакомая Фомы Аня. Она боится, что бывший муж Вадим не простит ей побега и убьёт её и сына. Фома нанимает в Лондоне киллера Скорпиона, чтобы убить Вадима, но телохранители бизнесмена вычисляют киллера. Вадим звонит Семёнову и, шантажируя жизнью сына, требует, чтобы Фома прекратил попытки его ликвидировать. | 11 октября 2024 |
| 10 (182) | Высшая степень секретности | Отдел Михайлова занимается розыском банды грабителей, которые пытают своих жертв, а, получив крупные суммы и ценности, убивают. Все жертвы объединяет одно обстоятельство: они собирались купить дачу. Опера решают искать подозреваемых среди недавно освободившихся по статье за грабеж и едут на задержание Бориса Капкова по кличке Капкан. Капков стреляет в полицейских и берет в заложники собственную жену. Фома встречается с Вадимом, и тот сообщает ему, что Анна никогда не была его женой… | 11 октября 2024 |
| 11 (183) | Линия огня                 | Вадим признается Фомину, что они с Анной спецагенты: изображали за рубежом семейную пару, а сами выполняли секретные задания. Фомин не верит ему. Вадим предупреждает, что Анна опасна, она выкрала флешку с важной информацией, которая не должна попасть в чужие руки. Анну скрывает у себя в квартире Ежов. Услышав его телефонный разговор с Фоминым, Анна понимает, что её раскрыли, она сбегает, перед этим ударив Ежова ножом…Михайлов расследует покушение на Танка, два киллера стреляли в них у клуба Танка. Танк ранен, Михайлова слегка задело, погиб посетитель клуба. Семёнов с Михайловым выясняют, что целью киллеров был не Танк, а погибший посетитель клуба, бизнесмен-строитель… | 14 октября 2024 |
| 12 (184) | Змея на груди              | Анна пытается на пароме покинуть страну, Семёнов перекрывает ей все выезды, а Фомин предупреждает своих знакомых, что она придёт за новыми документами…Фомин узнает, у кого Анна делает поддельный паспорт, и устраивает засаду в кафе… Семёнова и Михайлова вызывают на место преступления: неизвестным наркотическим веществом отравлено пять подростков, четверо из них умирают. Экспертиза показывает, что это вещество было давно изъято с улиц, хранилось в главке в вещдоках, а теперь исчезло оттуда. Арсеньев продолжает борьбу с Кондратьевым. Тот обвиняет Арсеньева в отравлении подростков… | 14 октября 2024 |
| 13 (185) | Логово зверя               | Фомин не может найти Анну. К поискам негласно подключается ФСБ. Тучков решает следить за Семёновым, он уверен, что только Паша сможет её найти. Вадим объясняет Фомину причину ненависти Анны к Вадиму: он убил её мужа, и Анна обязательно ему отомстит. Семёнов уверен, что Анна может скрываться только в квартире Ежова, которого чуть не убила… Михайлов с Семёновым ищут опасного преступника Заморенова, который убил полицейского. Они выходят на его бывшего сокамерника Линькова. Выясняется, что Линьков присвоил себе деньги Заморенова, теперь тот хочет отомстить… | 15 октября 2024 |
| 14 (186) | Твой враг — мой враг       | Банда преступников грабит бизнесмена, затем берет заложников в ресторане и требует машину до аэропорта и самолёт. Один из грабителей — наркоман, он предупреждает полицейских: если не получит дозу, начнёт убивать заложников. В спецоперации по освобождению заложников помимо спецназа участвует подполковник ФСБ Тучков. Решают отправить к бандитам Лену Калинину и Семёнова под видом бригады скорой помощи… Анна сбегает из-под стражи, берет в заложники Фому и требует от Семёнова флешку с секретной информацией взамен на его жизнь. | 15 октября 2024 |
| 15 (187) | Живые и мертвые            | Семёнов просит Фомина помочь найти Рамона, иначе тюменские бандиты убьют жену и дочь Рамона, которых они взяли в заложники. Фомин сначала отказывается. Таковы правила: Рамон не вернул взятые у тюменского авторитета Феди Угольщика деньги, и его семья отвечает по долгам. Семёнов с Димой и Грушиным приезжает в дом, где прячется Рамон… Белова передаёт Архитектору флешку, которую забрала у Анны. Тот обещает помочь ей восстановиться на службе… Бывший замначальника главка генерал Хохлов после отсидки в тюрьме предлагает Любимову компромат на Арсеньева. Любимов втайне от жены соглашается помочь Хохлову продать флешку Кондратьеву. | 16 октября 2024 |
| 16 (188) | Главный урок               | В Питер приезжает из Тюмени Федя Угольщик и требует, чтобы Фомин сдал ему Семёнова, который убил двух его бандитов и помешал свести счёты с семьёй Рамона. В это время опера главка ищут преступника, который убил двух посетителей ночного клуба Марины. Руконогов находит у соседского мальчишки видеозапись убийства, которую тот сделал с балкона. На записи в преступнике Семёнов узнает Власову из клуба, в котором тренируется Белова. Хохлов передаёт Любимову признание Сомова в убийстве, которое тот совершил с Арсеньевым. Любимов отдаёт запись Кондратьеву, тот требует, чтобы Хохлов передал ему весь компромат на Арсеньева… | 16 октября 2024 |
| 17 (189) | Арсеньев                   | Расследование убийства Хохлова приводит Семёнова к киллеру Пашкову. Тот срочно делает себе документы, чтобы уехать. Во время засады Пашков убивает полицейского и убегает. Он требует у Арсеньева двойной гонорар за риск, тот передаёт ему деньги через своего помощника Никиту. Пашков замечает взрывное устройство в сумке с деньгами, его машина взрывается… Пашков убивает Арсеньева возле его приёмной, Семёнов преследует киллера. Дело, которое хотел возбудить Кондратьев против Арсеньева, теперь заводить бесполезно. Семёнов от Тучкова узнает, что Белова снова на службе в УСБ, они с Таней ссорятся. | 17 октября 2024 |
| 18 (190) | Это устроит всех           | Тюменская братва высылает в Питер бригаду, чтобы убить Фому. Баркас, лидер тюменской группировки, договаривается с начальником тюменской полиции, чтобы тот решил вопрос с Кондратьевым, помог найти и задержать Фому. Кондратьев отдаёт приказ задержать Фомина, Семёнову сообщают, что его везут в УМВД Центрального района, на самом деле Кондратьев договаривается передать Фому тюменским… в город из Твери возвращается Инга Крылова, бывшая невеста Михайлова, она уже в звании майора и в новой должности: следователь по особо важным делам питерского СК. Инга строга к бывшим коллегам и особо сурова с Михайловым, который понимает, что она его не простила… | 17 октября 2024 |
| 19 (191) | Город может спать спокойно | Глава тюменской банды Север взрывает ресторан Фомы «Три кабана», тому чудом удается спастись. В ответ Фома отправляет в Тюмень Горыныча, чтобы тот убил Баркаса, лидера тюменских… Крылова требует от Семёнова и Михайлова решить вопрос с тюменской угрозой городу. Тогда опера решают заманить бандитов в мини-отель Танка, где якобы скрывается Фома. Горыныч в Тюмени взрывает машину с Баркасом, но тот остаётся жив. Тогда в Тюмень тайно едет Белова… | 18 октября 2024 |
| 20 (192) | Высший суд                 | Завьяловой удается выиграть процесс по делу мошенника Романова, суд признает его невиновным. Пострадавшие вкладчики окружают здание суда, требуя свои деньги. Один из них, Ларин, стреляет в Романова, но случайно убивает его охранника. Затем Ларин нападает на Завьялову, крадёт её телефон и выясняет, что та прячет Романова на съёмной квартире. Ларин врывается в квартиру и требует у Романова обратно свои 18 миллионов. Под дулом пистолета Романов делает перевод на указанный Лариным счёт. В это время в квартире появляются опера, и Семёнов в перестрелке убивает Ларина. Романов требует свои деньги обратно… вечером, в ресторане Романову становится плохо. Калинина, которая с Михайловым случайно оказывается там же, пытается ему помочь…                                                                                  | 18 октября 2024 |
| 21 (193) | Брызги шампанского         | Наружка докладывает Максимову, что Семенчук жив. Максимов едет к бывшему начальнику управления ФСБ генералу Мельникову и показывает ему фото Семенчука, сделанные наружкой. Мельников советует задержать его. Крылова вызывает к себе Калинину по делу о смерти Романова в ресторане. Михайлов уверен, что это недоразумение. В Питер переводят крупного московского чиновника Рыбакова, который сильно проштрафился: играл в казино и при захвате СОБРом обрызгал шампанским бойца отряда… | 21 октября 2024 |
| 22 (194) | Убей, если сможешь         | Фомин, чтобы наладить отношения с Рыбаковым, предлагает ему крупную взятку. Тот сообщает об этом Кондратьеву, генерал решает задержать Фомина с поличным. Ежова предупреждает об этом его бывший коллега из СОБРа... Главный Архитектор узнает, что Белову в Тюмени опознали, и посылает Липу уладить вопрос. Та убивает свидетелей и привозит Архитектору видеозапись, где видно лицо Беловой. Архитектор даёт Беловой приказ ликвидировать Липу, как последнего свидетеля убийства тюменского авторитета Баркаса... Крылова вызывает Калинину на допрос и обвиняет её в том, что её реанимационные действия привели к смерти Романова… | 21 октября 2024 |
| 23 (195) | Утечка информации          | Тучков похищает Семёнова и требует выдать место, где скрывается Семенчук, предъявляет ему фото встречи Семёнова и Семенчука. В противном случае на Семёнова наденут наручники... Продолжаются поиски сбежавшего бандита Юрия Кузьмина по кличке Руза, который, по совпадению, приходится братом студентке Славе, новой девушке Фомы. Рыбаков встречается с адвокатом Фомы Лаврентьевым, тот передаёт чиновнику компромат на Фому. Тучков с помощью Паши готовит операцию по задержанию Семенчука и просит своих сотрудников брать его живым. Руза, которого ищет полиция, приходит к Фоме и предлагает свои услуги в качестве киллера. | 22 октября 2024 |
| 24 (196) | Так будет лучше для всех   | Полковник главка Ремчуков арестовывает счета Фомина, в его компаниях идут обыски, изымают документы. Фома понимает, что Рыбаков и Кондратьев не дадут ему спокойно работать в городе. Семёнов помогает Семенчуку скрыться после ранения, тот объявлен в розыск. Белова просит мужа помочь ей разыскать Семенчука, но Паша делает вид, что не понимает, о чём речь, ведь Семенчук умер. При встрече с Максимовым Паша просит снять с Семенчука ориентировку, никто не должен помешать их с Тучковым секретной операции. Также от Максимова Семёнов узнает, что тот никогда не посылал Белову ни в какие командировки. Паша начинает подозревать жену в работе на Архитектора. Крылова возбуждает уголовное дело против Калининой, ту увольняют с работы. Руза прячется в доме Фомы, ведёт себя нагло, пьёт, пристаёт к Наташе, дерётся с Ежовым… | 22 октября 2024 |
| 25 (197) | Он где-то здесь            | Ремчуков продолжает разрушать империю Фомина. Фома предлагает Славе уехать с ним из страны... Семёнов ищет Липу, но клуб закрыт, её квартира пуста. Там Семёнов находит в тайнике ключ. Он уверен, что Липа – Архитектор, и у неё есть своё логово... Оксану, бывшую жену Михайлова, сбивает машина, Михайлов забирает детей к себе. Калинина, которую уволили с работы из-за уголовного дела, ссорится с ним. Фомин выясняет, что именно его бывший адвокат Лаврентьев сдал Ремчукову его бизнес... Белова признается Паше, что знает, кто Главный Архитектор. | 23 октября 2024 |
| 26 (198) | Ложная вербовка            | Михайлов расследует убийство Лаврентьева. Ремчуков подозревает, что это дело рук Фомина и проводит в его доме внезапный обыск... Белова приводит Семёнова на дебаркадер – своё логово. Она признаётся Паше, что стала Архитектором, чтобы помочь ему найти Главного. Таня показывает на фотографии Липы его лицо в отражении бокового зеркала: Семёнов не верит своим глазам. Белова предлагает дать показания, чтобы Главного Архитектора немедленно задержали, но Семёнов знает, что без доказательств им не поверят. Михайлов навещает в больнице Оксану, она в тяжёлом состоянии, для реабилитации требуется дорогостоящее лечение за границей. Ремчуков по своим каналам приказывает банкам заморозить все счета Фомина, которым всерьёз заинтересовалась и налоговая.                                                                     | 23 октября 2024 |
| 27 (199) | Последний шанс             | Семёнов уверяет Тучкова и Харитонову, что у них остался последний шанс схватить Архитектора: сделать Семенчука наживкой, назначив ему встречу в людном месте: туда точно придёт Архитектор. Михайлов просит у Фомина денег на операцию для Оксаны, взамен делает ему новые документы: Фома собирается вместе со Славой уехать из страны. Завьялова предлагает Калининой стать её адвокатом, она хочет побороться с Крыловой и выиграть дело. На встречу в ТЦ Архитектор не приходит, его кто-то предупредил о засаде. В здании заложена бомба, всех эвакуируют. На парковку ТЦ Семёнов привозит Семенчука, там же находятся бандиты Фомина, которые согласились помочь Паше задержать Архитектора… Максимов выясняет, что в Белову стрелял Семёнов, и хочет её допросить, но та сбегает из больницы.                                            | 24 октября 2024 |
| 28 (200) | Слово архитектора          | Семёнов задержан, Тучков ему сообщает, что Мельников на свободе, Семёнову не верят и обвиняют в нападении на генерала. Завьялова, адвокат Фомина, выясняет у следователя Бойко, что против Фомы нет весомых улик. Фомин заявляет, что не убивал Лаврентьева и Ремчукова. В этот момент Ежов пытается убить Рыбакова, ему мешают патрульные. Он берёт Рыбакова в заложники и прячется в ресторане. На место съезжается руководство города, СОБР готов к штурму. Фома предлагает пойти на переговоры с Ежовым, он уверен, что убедит того сдаться. Бойко отпускает Фомина из-под стражи. Белова на дебаркадере встречает Мельникова, тот пришёл, чтобы приказать ей убить мужа, который предал дело Архитекторов... | 24 октября 2024 |
| 29 (201) | Слабое место               | Фомин сообщает криминальным авторитетам города, что покидает место смотрящего. Семёнов прячется в своём логове и готовит пути отхода за границу. Из Москвы присылают полковника ФСБ Корытина, опытного опера, который ищет Семёнова вместе с Тучковым и Максимовым. Корытин задает Панкратову неудобные вопросы о Мельникове. Он, в отличие от всех остальных, не считает бредом слова Семёнова о том, что Архитектор – Мельников, но ему нужны доказательства. Грушин подбрасывает сыну Семёнова Саше наркотики и задерживает его… | 25 октября 2024 |
| 30 (202) | Свидетельство о смерти     | Корытин отпускает Белову под подписку о невыезде. Она для него приманка – вдруг остались ещё Архитекторы, которые захотят отомстить за Мельникова. Михайлов с Кундряковым задерживают опасного психа, который бросил гранату в таксистов и расстрелял двух оперов. Кондратьев запрещает Михайлову, Кундрякову и остальным операм приходить на похороны Семёнова, иначе всех уволит. На Белову происходит покушение, киллер – Архитектор, бывший частный водитель Мельникова. После похорон Семёнова Корытин планирует посадить Белову. Но после покушения Белова исчезает. На похороны приходят все друзья и коллеги Паши… | 25 октября 2024 |

## Награды
- 2018 — председатель Следственного комитета Российской Федерации Александр Бастрыкин в Санкт-Петербургской академии Следственного комитета Российской Федерации провёл встречу с творческим коллективом сериала «Невский», наградив создателей проекта медалями «За содействие»[9][10][11][12];
- 2023 — профессиональный приз Ассоциации продюсеров кино и телевидения России (АПКиТ РФ) в области телевизионного кино (IV церемония) за лучшие отечественные телевизионные фильмы и сериалы, вышедшие в эфир в 2023 году[13][14]:
  - «Лучший телевизионный сериал (более 24 серий)»;
- 2024 — награда онлайн-кинотеатра «Кинопоиск»: остросюжетный детектив «Невский» вошёл в топ-10 самых популярных российских сериалов в 2023 году по версии Индекса «Кинопоиск Pro»[15].

- 2025 — седьмой сезон сериала получил премию Ассоциации продюсеров кино и телевидения (АПКиТ РФ) в области телевизионного кино (XII церемония) за лучшие отечественные телевизионные фильмы и сериалы, вышедшие в эфир в 2024 году в номинации:
  - «Лучший многосерийный телефильм (20 и более серий)»[16].

## Рейтинги
Сериал получил преимущественно положительные отзывы как от кинокритиков, так и от зрителей.
По состоянию на 2020 год рейтинг сериала «Невский» (2016) на сайте «КиноПоиск» составил 7,580 балла из 10, сериала «Невский. Проверка на прочность» (2017) — 7,548 балла из 10, сериала «Невский. Чужой среди чужих» (2019) — 7,842 балла из 10, сериала «Невский. Тень архитектора» (2020) — 7,476 балла из 10.
Первый сезон детектива вышел в эфир НТВ весной 2016 года и продемонстрировал отличные показатели. Так, средняя доля показа в аудитории «все 18+» составила 13,8 % (рейтинг 5,0 %), а максимальная доля достигла показателя 17,0 %. В 2017 году средняя доля проекта в аудитории «все 18+» составила 15,5 %, заключительную серию которого посмотрел каждый четвёртый зритель в России (доля 25,9 %). Третий сезон «Невский. Чужой среди чужих» прошёл в эфире в феврале 2019 года со средней долей 14,6 % (рейтинг 4,9 %), а максимальная доля составила 18,6 % в аудитории старше 18 лет. Весной 2020 года НТВ показал четвёртый сезон «Невский. Тень Архитектора». Средняя доля показа в аудитории «все 18+» составила 12,5 % (рейтинг 4,0 %), а максимальная доля достигла показателя 15,4 % (Россия, 100+). В 2024 году сериал «Невский. Близкий враг» стал лидером рейтингов сериалов (6,3 %).
На сайте «MyShows.me» сериал получил оценку 4,21 балла из 5.
На сайте «IMDb» сериал получил оценку 7,2 балла из 10.
Сериал получил самый высокий рейтинг среди всех телесериалов 2024 года с отметкой 6,3 % (по данным Mediascope).